# Otto I. (HRR)

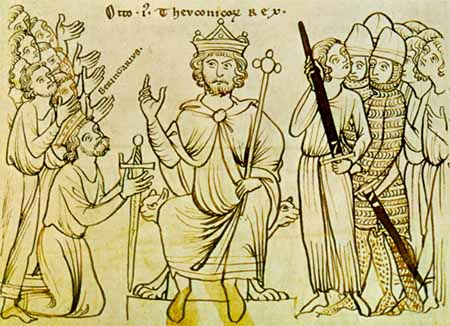
Ottos Sieg über Berengar II.: Otto I. („Thevconicor[um] REX“) empfängt als Zeichen der Unterwerfung ein Schwert vom links knienden König, der mit Beringarius bezeichnet wird. Der Gefolgsmann Ottos rechts trägt ein Schwert mit der Spitze nach oben als Zeichen der Richtgewalt. Illustration einer Handschrift der Weltchronik Ottos von Freising. Mailand, Biblioteca Ambrosiana, Cod. S. P. 48, olim F 129 Sup., um 1200

Otto I. der Große (* 23. November 912; † 7. Mai 973 in Memleben) aus dem Geschlecht der Liudolfinger war ab 936 Herzog von Sachsen und König des Ostfrankenreiches (regnum francorum orientalium), ab 951 König von Italien und ab 962 römisch-deutscher Kaiser.
Otto setzte während der ersten Hälfte seiner langen Herrschaftszeit die Unteilbarkeit des Königtums und seine Entscheidungsgewalt bei der Ämtervergabe durch. Damit griff er tief in das bestehende Herrschaftsgefüge des Adels ein. Die schwersten Aufstandsbewegungen gingen von den Mitgliedern der Königsfamilie selbst aus. Ottos Bruder Heinrich und sein Sohn Liudolf erhoben Anspruch auf Teilhabe an der Königsherrschaft. Aus den Aufständen ging jeweils Otto als Sieger hervor.
Durch seinen Sieg 955 in der Schlacht auf dem Lechfeld über die Ungarn endeten nicht nur deren Invasionen, sondern auch die Erhebungen der Großen des Reiches gegen den König. Zudem erlangte er damit den Nimbus eines Retters der Christenheit, zumal ihm noch im selben Jahr ein Sieg über die Slawen gelang. In der Folge setzte eine kulturelle Blütezeit ein, die als Ottonische Renaissance bekannt wurde.
961 eroberte er das Königreich Italien und dehnte sein Reich nach Norden, Osten und bis nach Süditalien aus, wo er in Konflikt mit Byzanz geriet. Dennoch ließ er sich unter Rückgriff auf die Kaiseridee Karls des Großen 962 von Papst Johannes XII. in Rom zum Kaiser krönen, und schließlich gelang ihm sogar ein Ausgleich mit dem byzantinischen Kaiser und die Verehelichung seines Sohnes Otto II. mit dessen Nichte Theophanu.
Im Jahr 968 gründete er das Erzbistum Magdeburg in jener Stadt, die wie keine zweite mit seinem Nachleben verbunden ist. Das Erzbistum war für Otto die entscheidende Voraussetzung für die Christianisierung der Slawen.
Der Beiname „der Große“ gilt spätestens seit dem mittelalterlichen Geschichtsschreiber Otto von Freising als festes Namensattribut. Schon Widukind von Corvey nannte ihn totius orbis caput, das „Haupt der ganzen Welt“.

## Leben

### Thronfolger

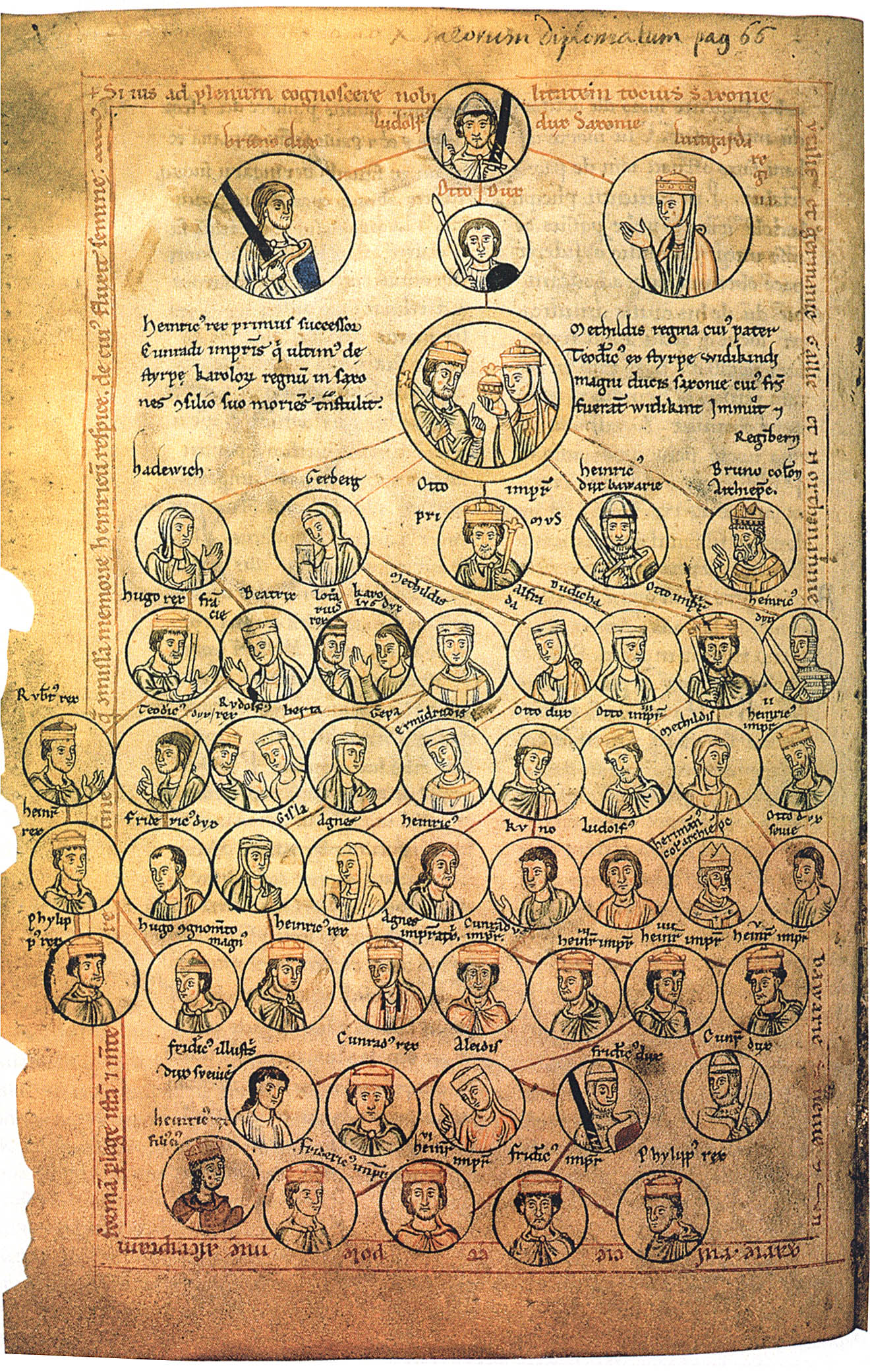
Verwandtschaftstafel der Ottonen in einer Handschrift der Chronica Sancti Pantaleonis aus dem frühen 13. Jahrhundert. Wolfenbüttel, Herzog August Bibliothek, Cod. Guelf. 74.3 Aug. 2°, pag. 226

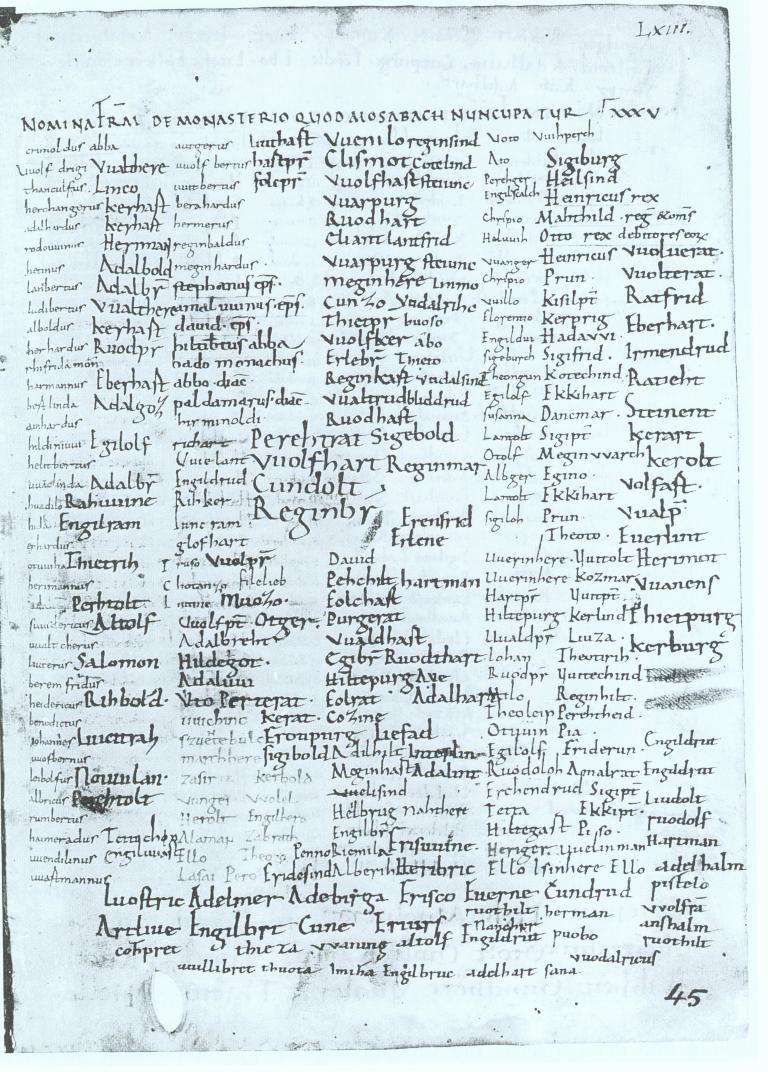
Namenseinträge König Heinrichs I. und seiner Familie von 929 im Reichenauer Verbrüderungsbuch. In der zweiten Spalte von rechts steht unter Heinricus rex seine Gemahlin Mathild[e] reg[ina], dann ihr ältester Sohn Otto I. schon mit Königstitel (Otto rex). Zürich, Zentralbibliothek, Sign. Ms. Rh. hist. 27, pag. 63

Otto wurde 912 als Sohn des Sachsenherzogs Heinrich I., der im Jahr 919 König des Ostfrankenreiches wurde, und dessen zweiter Ehefrau Mathilde vielleicht in Wallhausen geboren. Mathilde war eine Tochter des sächsischen Grafen Dietrich aus der Familie Widukinds. Aus der annullierten ersten Ehe Heinrichs I. hatte Otto den Halbbruder Thankmar. Ottos jüngere Geschwister waren Gerberga, Hadwig, Heinrich sowie Brun. Über seine Jugend und Erziehung ist nichts bekannt, seine Ausbildung dürfte aber militärisch geprägt gewesen sein. Erste Erfahrungen als Heerführer sammelte Otto an der Ostgrenze des Reiches im Kampf gegen slawische Stämme. Mit einer vornehmen Slawin zeugte Otto als Sechzehnjähriger den Sohn Wilhelm, der später Erzbischof von Mainz wurde.
Nach dem Tod Konrads I., dem es nicht gelang, die Großen des Reiches in seine Herrschaft einzubinden, war 919 die Königswürde erstmals nicht an einen Franken, sondern an einen Sachsen übergegangen. Zwar war Heinrich nur von den Franken und Sachsen gewählt worden, doch durch eine geschickte Politik der militärischen Unterwerfung und der anschließenden Freundschaftsbindung samt zahlreichen Zugeständnissen (amicitia und pacta) verstand er es, die Herzogtümer Schwaben (919) und Bayern (921/922) an sich zu binden. Außerdem gelang es Heinrich, Lothringen, das sich zu Zeiten Konrads dem Westfrankenreich angeschlossen hatte, dem ostfränkischen Königreich wieder anzugliedern (925).
Um seiner Familie die durch ihn erlangte Herrschaft über das Ostfrankenreich und diesem zugleich die Einheit zu sichern, wurde zumindest 929/930 eine Vorentscheidung zugunsten der alleinigen Thronfolge Ottos getroffen. In einer an seine Gemahlin gerichteten Urkunde vom 16. September 929, der sogenannten „Hausordnung“, bestimmte Heinrich mit Quedlinburg, Pöhlde, Nordhausen, Grone und Duderstadt das Witwengut für Mathilde. Alle Großen des Reiches und sein Sohn Otto wurden zur Anerkennung und Unterstützung dieses „Testaments“ aufgerufen. Der jüngste Sohn Brun wurde Bischof Balderich von Utrecht zur Erziehung übergeben und damit auf eine geistliche Laufbahn vorbereitet. In einem Memorialbuch des Klosters Reichenau wird Otto bereits 929 als rex (König) bezeichnet, nicht aber seine Brüder Heinrich und Brun. Mit dem Titel rex war Otto allerdings noch nicht als Mitkönig installiert. Für eine herrscherliche Tätigkeit in der Zeit zwischen 929 und 936 fehlt jeder Beleg, vielmehr wird Otto in diesem Zeitraum in den Quellen gar nicht erwähnt.
Heinrichs Nachfolgeregelung schloss nicht nur die nicht-sächsischen Anwärter, sondern auch die Brüder Ottos aus. Sie war bedeutsam, da Heinrich das Prinzip der karolingischen Herrschaftsteilung aufgab, die jedem Mitglied des Königshauses eine Anwartschaft zuerkannt hatte. Er begründete damit die Individualsukzession, die Unteilbarkeit des Königtums und damit des Reiches, die auch seine Nachfolger beibehalten sollten.
Gleichzeitig zu den Krönungsvorbereitungen warben die Ottonen beim englischen Königshaus um eine Braut für Otto. Heinrich bemühte sich auf diese Weise, Dynastien außerhalb seines Reiches an sein Haus zu binden, was bis dahin im ostfränkischen Reich unüblich gewesen war. Neben der zusätzlichen Legitimation durch die Verbindung mit einem anderen Herrscherhaus spiegelte sich darin eine Stärkung des „Sachsentums“, da sich die englischen Herrscher auf die im 5. Jahrhundert auf die Insel ausgewanderten Sachsen beriefen. Darüber hinaus brachte die Braut das Prestige mit, aus der Familie des als Märtyrerkönig gestorbenen Heiligen Oswald zu stammen. Nachdem die zwei Halbschwestern Edgith und Edgiva des englischen Königs Æthelstan an den Hof Heinrichs I. gereist waren, wurde Edgith als Braut für Otto ausgewählt. Ihre Schwester heiratete den westfränkischen König Karl III. den Einfältigen. Nach der Heirat Ottos erhielt seine angelsächsische Gemahlin Edgith 929 Magdeburg als Morgengabe. Zu Pfingsten 930 stellte Heinrich den designierten Thronfolger in Franken und in Aachen den Großen der jeweiligen Region vor, um deren Zustimmung für seine Thronfolgeregelung einzuholen. Nach einer Notiz aus den im 13. Jahrhundert kompilierten Lausanner Annalen, die nachweislich aus einer Quelle des 10. Jahrhunderts stammt, wurde Otto bereits 930 in Mainz zum König gesalbt. Im Frühsommer 936 wurde in Erfurt über den Bestand des Reiches beraten (de statu regni). Heinrich empfahl den Großen nochmals eindringlich Otto als seinen Nachfolger.

### Thronbesteigung

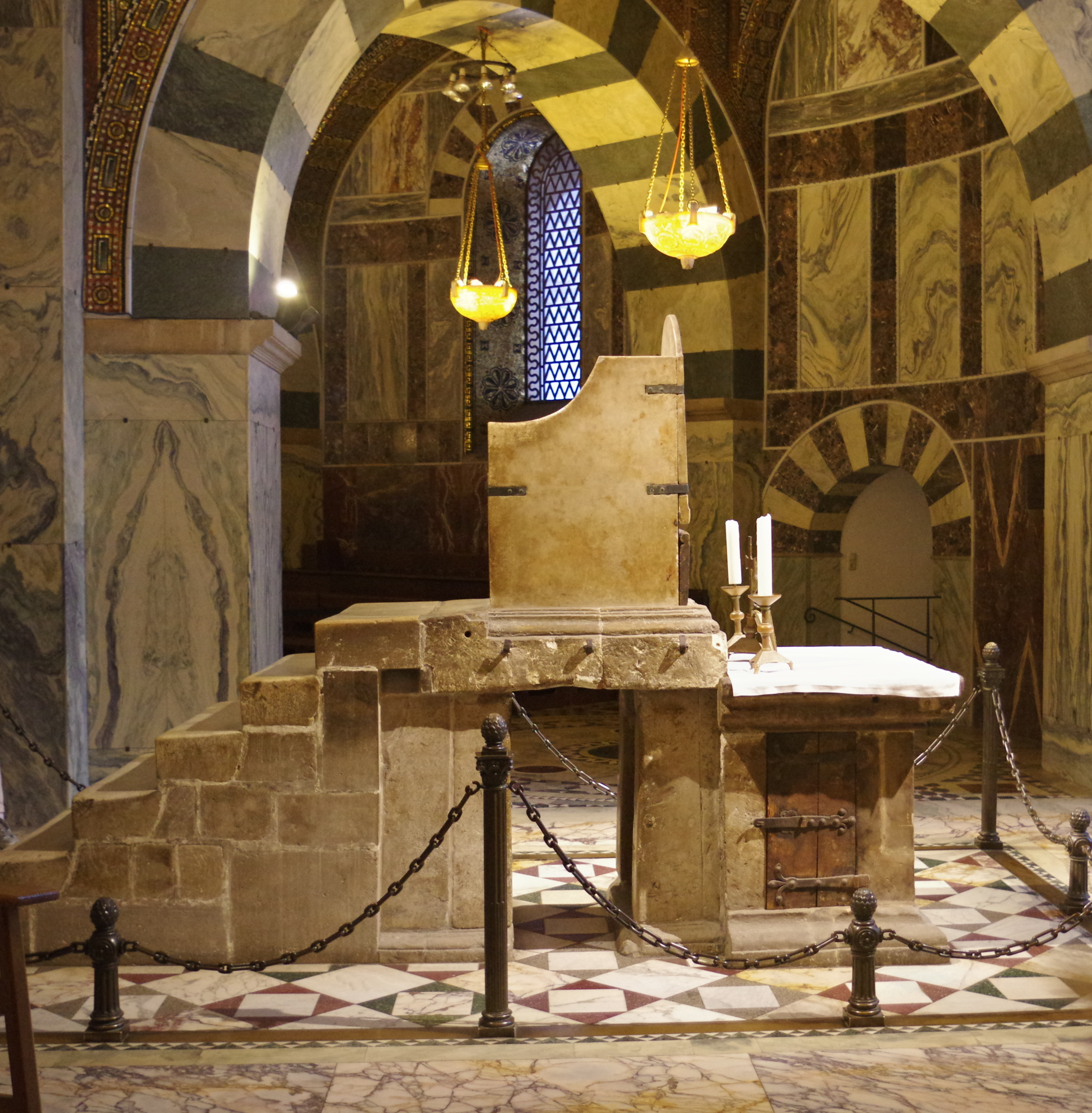
Königsthron im Aachener Dom

Nach dem Tod Heinrichs I. am 2. Juli 936 wurde die Nachfolge seines Sohnes Otto innerhalb weniger Wochen realisiert, wozu ein gut 30 Jahre später abgefasster Bericht von Widukind von Corvey vorliegt. Möglicherweise projizierte Widukind Details von der Königswahl Ottos II. aus dem Jahr 961 auf 936 zurück. Widukinds detaillierte Darstellung wurde in nahezu allen Einzelheiten diskutiert. Otto soll von Franken und Sachsen zum Oberhaupt gewählt (elegit sibi in principem) und die Pfalz Aachen als Ort einer allgemeinen Wahl (universalis electio) bestimmt worden sein. Am 7. August 936 setzten die Herzöge, Markgrafen und übrigen weltlichen Großen Otto in der Vorhalle des Aachener Münsters auf den dortigen Thron und huldigten ihm. Mitten in der Kirche wurde die Zustimmung des Volkes zur Erhebung des Königs eingeholt. Es folgte die Insignienübergabe (Schwert mit Schwertgurt, Armspangen und Mantel, Zepter und Stab) durch den Mainzer Erzbischof Hildebert von Mainz. Otto wurde von den Erzbischöfen Hildebert von Mainz und Wichfried von Köln in der Stiftskirche zum ostfränkischen König gesalbt und gekrönt. Der Salbungsakt bildete den Anfang einer Vielzahl geistlicher Akte, die dem Königtum jene sakrale Würde verliehen, auf die sein Vater noch demütig verzichtet hatte.
Otto knüpfte durch die Wahl des Krönungsortes und bewusstes Tragen fränkischer Kleidung (Tunika) bei der Zeremonie an die fränkisch-karolingische Tradition des Königtums an. Der Wahl- und Krönungsort im lothringischen Reichsteil sollte nicht nur die neue Zugehörigkeit Lothringens zum ostfränkischen Reich betonen, vielmehr war Aachen als Grabstätte Karls des Großen auch ein Symbol der Kontinuität und der Legitimation. Beim anschließenden Festmahl versahen die Herzöge Giselbert von Lothringen als Kämmerer, Eberhard von Franken als Truchsess, Bayerns Arnulf als Marschall und der Schwabe Hermann als Mundschenk die Hofämter. Indem sie diesen Dienst übernahmen, symbolisierten die Herzöge die Zusammenarbeit mit dem König und zeigten so auch recht deutlich ihre Unterordnung unter den neuen Herrscher. Für das Krönungsmahl mit symbolischem Dienst der Herzöge gibt es keine älteren Vorbilder. Die Königserhebung gliederte sich so in geistliche und weltliche Akte. Die Bedeutung der sakral-göttlichen Legitimierung und der gesteigerte Herrschaftsanspruch gegenüber seinem Vater wird auch in der Veränderung der Herrschaftszeichen deutlich. Den ostfränkischen Typus des Siegels, der einen von Gott begünstigten Heerführer zeigt, führte er fort. Ab 936 wird jedoch die Gottesgnadenformel DEI Gratia in die Umschrift des Königssiegels eingefügt.

### Herrschaftsantritt
Trotz seiner Designation trat Otto seine Herrschaft wohl nicht so einvernehmlich und harmonisch an, wie es der Bericht Widukinds suggeriert; bereits vor der Krönung scheint die Herrscherfamilie zerstritten gewesen zu sein, da Ottos Bruder Heinrich ebenfalls die Königswürde beansprucht hatte, wie der Westfranke Flodoard von Reims berichtet. Auch bildete sich Heinrich als Königssohn wohl viel darauf ein, dass die Urkunden ihn bereits kurz nach der Geburt sowie seinen Vater als equivocos („Träger des gleichen Namens“) bezeichneten. Während der Krönung Ottos blieb Heinrich unter Aufsicht des Markgrafen Siegfried in Sachsen. Das Verhältnis zwischen Otto und seiner Mutter scheint ebenfalls gespannt gewesen zu sein. Mathilde war wohl bei der Königserhebung ihres Sohnes Otto nicht anwesend, da sie am 31. Juli noch in Quedlinburg weilte. Die Viten der Königin Mathilde überliefern, dass Ottos Mutter die Thronfolge durch ihren jüngeren Sohn Heinrich bevorzugt hätte. Heinrich war im Gegensatz zu Otto „unter dem Purpur“ geboren, also nach der Krönung Heinrichs I., was für sie eine höhere Würde bedeutete.
Fünf Wochen nach der Thronbesteigung ordnete Otto in Quedlinburg das Witwengut für seine Mutter Mathilde neu. Eine Stiftungsurkunde vom 13. September 936 entzog Mathilde die von Heinrich I. zugesicherte Kontrolle über das von ihr gegründete Stift Quedlinburg zugunsten des königlichen Schutzes. Seinen Nachkommen sicherte Otto in der Urkunde die Verfügungsgewalt über das Kloster „solange sie den Thron mit machtvoller Hand innehaben“. Vom Anspruch auf die Vogtei über Quedlinburg wurden zunächst der eigene Bruder und seine Nachkommen ausgeschlossen, solange ein Mann aus der Nachkommenschaft (generatio) Ottos in „Franken und Sachsen“ zum Königsamt gelangt. Gleichzeitig legte Otto Quedlinburg als Ort der Memoria für sein Herrschergeschlecht fest und machte es zum wichtigsten Ort der Ottonen in ihrem sächsischen Kernland. Beim ersten Besuch des Königs am Grab seines Vaters demonstrierte Otto somit die „Individualsukzession“ und die Führung innerhalb der ottonischen Familie. Am 21. September 937 erhöhte Otto mit der Gründung des Mauritiusklosters den kirchlichen Rang Magdeburgs. In seiner Gründungsurkunde gab Otto den Mönchen die Aufgabe, für das Seelenheil seines Vaters, seiner Gemahlin und seiner Kinder, seiner selbst sowie all derjenigen zu beten, denen er Gebetshilfe schuldig sei.

### Auseinandersetzungen innerhalb der Königsfamilie und im Reich
Ottos Herrschaftsbeginn war von einer schweren Krise begleitet, deren Ursache Widukind von Corvey und Liudprand von Cremona jeweils unterschiedlich überliefern. Liudprand stützte sich auf am Hof kursierende Gerüchte und Anekdoten, die die Gegner Ottos diffamierten. Er nennt zwei Ursachen: zum einen die Herrschaftssucht Heinrichs, der sich durch die alleinige Nachfolge seines Bruders benachteiligt fühlte, zum anderen die Ambitionen der Herzöge Eberhard und Giselbert. Beiden wird unterstellt, sie hätten ihrerseits nach Ausschaltung zunächst Ottos und dann ihrer Verbündeten die Königswürde erlangen wollen.

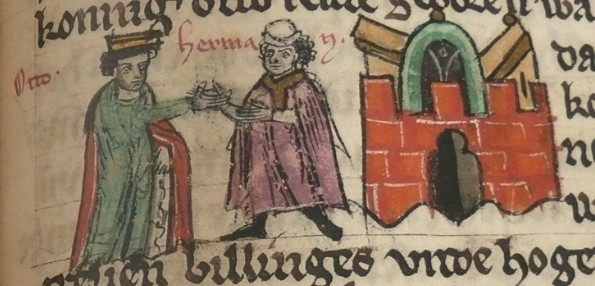
Otto an der Seite Hermann Billungs. Illustration aus der Sächsischen Weltchronik um 1270, Gotha, Forschungsbibliothek, Cod. Memb. I 90, fol. 89 r.

Widukind berichtet hingegen, dass Otto bei der Neubesetzung der Ämter die Ansprüche mächtiger Adliger übergangen habe. Nach dem Tod des Grafen Bernhard aus der Familie der Billunger Ende 935 besetzte Otto den Posten des Heerführers (princeps militae) statt mit dem Grafen Wichmann mit dessen jüngerem und ärmerem Bruder Hermann Billung, obwohl der übergangene Wichmann überdies mit einer damals schon verstorbenen Schwester der Königin Mathilde verheiratet gewesen war. Otto hatte damit die Rangordnung in der betroffenen Adelsfamilie empfindlich verändert. Im Jahr 937 war in Sachsen mit Siegfried von Merseburg der secundus a rege (der zweite Mann nach dem König) gestorben. Siegfrieds Kommando im südlichen Teil der sächsisch-slawischen Grenze vergab Otto an Gero. Mit Gero wurde ein jüngerer Bruder des verstorbenen Grafen Siegfried ernannt, obwohl Ottos Halbbruder Thankmar durch seine Mutter Hatheburg mit diesen Grafen versippt war und als Königssohn berechtigtere Ansprüche auf die Nachfolge zu haben glaubte.
Ebenfalls im Jahre 937 starb der Bayernherzog Arnulf, der mit Heinrichs I. Billigung nahezu königsgleich in Bayern geherrscht hatte. Seine Söhne verschmähten es aus Hochmut, sich auf des Königs Befehl in dessen Gefolgschaft zu begeben, wenn man der topischen Darstellung Widukinds hierin glauben will. Der von seinem Vater designierte und von den bayerischen Großen zum neuen Herzog erwählte Eberhard weigerte sich 937, Otto zu huldigen, nachdem Otto Eberhard nur hatte anerkennen wollen, wenn dieser bereit gewesen wäre, auf die Investitur der Bischöfe in Bayern zu verzichten. Nach zwei Feldzügen konnte Otto Eberhard verbannen; das Herzogtum wurde an Arnulfs Bruder Berthold vergeben, der sowohl auf die Bischofsinvestitur als auch das alte karolingische Königsgut in Bayern verzichtete und Otto bis zu seinem Tod 947 loyal blieb.
Unterdessen hatte im sächsisch-fränkischen Grenzbereich Herzog Eberhard von Franken, Bruder des früheren Königs Konrad I., eine Fehde mit dem sächsischen Vasallen Bruning siegreich bestanden. In ihrem Verlauf hatte er die gegnerische Burg Helmern niedergebrannt. Diese Burg lag im Hessengau, wo Eberhard die Grafengewalt ausübte. Da Otto Eberhard nicht als autonome Zwischengewalt duldete, belegte er Eberhard mit der Buße, Pferde im Wert von 100 Pfund zu liefern. Eberhards Helfer wurden zur Schmachstrafe des Hundetragens auf einer Strecke bis zur königlichen Stadt Magdeburg verurteilt.
Diese Nachrichten werden durch den Befund der Gedenkbucheinträge gestützt. Unter Heinrich I. gab es auffällig viele Einträge, und die damalige Herrschaftsstruktur beruhte zu einem guten Teil auf genossenschaftlichen Bindungen zwischen Königtum und Hochadel. Hingegen versiegen die Memorialquellen in den ersten fünf Jahren von Ottos Regierung völlig. Während die Zeit Heinrichs I. unter Leitbegriffen wie „Frieden“ (pax) und „Eintracht“ (concordia) beschrieben wird, stehen unter seinem Sohn „Streit“ (contentio), „Zwietracht“ (discordia) und „Empörung“ (rebellio) im Vordergrund.

### Aufstand im Reich 937–941

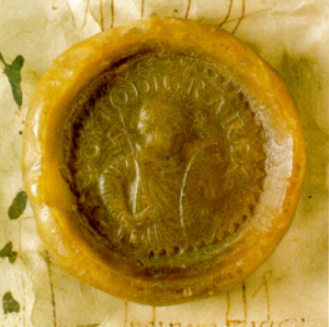
Das Königssiegel Ottos I., das von 936 bis 961 in Gebrauch war, zeigt den König mit Lanze und Schild.

Ottos Politik brüskierte gleich zu Beginn seiner Herrschaft mächtige Adlige in Sachsen, Franken, Lothringen und Bayern, die sich bald gegen den Herrscher auflehnten: „Die Sachsen verloren jede Hoffnung, weiter den König stellen zu können“, schreibt Widukind, um den Ernst der Lage zu charakterisieren.
Der Frankenherzog Eberhard und Graf Wichmann der Ältere aus dem Geschlecht der Billunger verbündeten sich mit Thankmar. Dieser zog gegen die Burg Belecke bei Warstein im Arnsberger Wald und lieferte dort den gefangen gesetzten Halbbruder Heinrich an Herzog Eberhard aus. Doch der Kampf ging für die Aufständischen unglücklich weiter. Herzog Hermann von Schwaben, einer der Aufständischen, lief zu König Otto über. Nachdem sich Wichmann mit dem König ausgesöhnt hatte und Thankmar nach der Befreiung Heinrichs in der Kirche der Eresburg getötet worden war, war Eberhard isoliert und selbst innerhalb seiner eigenen Sippe nicht mehr der unangefochtene Führer, so dass er sich auf Vermittlung des Erzbischofs Friedrich von Mainz dem König unterwarf. Nach kurzer Verbannung nach Hildesheim wurde er begnadigt und bald wieder in seine frühere Würde restituiert.
Bereits vor seiner Unterwerfung hatte Eberhard ein neues Bündnis gegen Otto vorbereitet, indem er dessen jüngerem Bruder Heinrich versprach, ihm zur Krone zu verhelfen. Als dritter Verbündeter kam Herzog Giselbert von Lothringen dazu, der mit Ottos Schwester Gerberga verheiratet war. Otto errang zwar zunächst in der Schlacht bei Birten nahe Xanten einen Sieg, der seinem Gebet vor der Heiligen Lanze zugeschrieben wurde, konnte aber die Verschwörer nicht gefangen nehmen und belagerte erfolglos die Festung Breisach. Erzbischof Friedrich von Mainz und Ruthard von Straßburg versuchten zwischen Eberhard und dem König zu vermitteln; als Otto den Vorschlag der Vermittler nicht annahm, schlossen sie sich den Gegnern an. Währenddessen verheerten Giselbert und Eberhard die Ländereien königstreuer Adliger. Die Erhebung brach aber eher zufällig und ohne direktes Zutun Ottos zusammen: Eberhard und Giselbert wurden 939 nach einem Plünderungszug in die Gebiete zweier Gefolgsleute Herzog Hermanns von Schwaben von einem Heer unter der Führung der Konradiner Udo und Konrad beim Überqueren des Rheins bei Andernach überrascht und in der Schlacht bei Andernach am 2. Oktober 939 vernichtend geschlagen. Dabei kamen die beiden aufständischen Herzöge ums Leben: Eberhard wurde erschlagen, Giselbert ertrank im Rhein. Gegen dieses für die Zeitgenossen offensichtliche Gottesurteil hatten es die Gegner des Königs schwer, den Konflikt fortzuführen. Heinrich unterwarf sich und erhielt von Otto das durch Giselberts Tod freigewordene Herzogtum Lothringen in einem Versuch, ihn an der Macht zu beteiligen. Als Ausgleich behielt Otto das ebenfalls vakant gewordene Herzogtum Franken unter direkter königlicher Herrschaft. Francia et Saxonica (Franken und Sachsen) bildeten von nun an das Kerngebiet des Reiches.
Markgraf Gero hatte in der Zwischenzeit die Grenze gegen die Slawen unter Inkaufnahme zahlreicher Opfer verteidigt und das Gebiet bis zur Oder unterworfen. Die Slawen planten angeblich sogar einen Anschlag auf den Markgrafen; der kam ihnen allerdings zuvor und ließ 30 Slawenfürsten nach einem convivium (Festmahl) im weinschweren Schlaf umbringen. Da die sächsischen Fürsten angesichts der hohen Verluste durch die lang andauernden Kriegszüge eine zu geringe Beute und zu geringe Tribute beklagten, gerieten sie in Konflikt mit dem Markgrafen. Ihr Unmut richtete sich auch gegen Otto, der den Markgrafen unterstützte. Ottos Bruder Heinrich machte sich diese Stimmung im sächsischen Adel zunutze, so dass sich viele von ihnen an der Verschwörung gegen den König beteiligten. Anfang des Jahres 939 veranstaltete er ein großes Gelage oder Festmahl (convivium) im thüringischen Saalfeld, „dort beschenkte er viele mit großen Gütern und gewann dadurch eine Menge zu Genossen seiner Verschwörung“. Otto sollte am Osterfest 941 in der königlichen Pfalz Quedlinburg am Grabe des gemeinsamen Vaters ermordet werden, und eine mächtige Schwureinung (coniuratio) stand bereit, seinem jüngeren Bruder anschließend die Krone aufzusetzen. Doch der König erfuhr von diesem Vorhaben rechtzeitig, schützte sich während der Festlichkeiten, indem er sich Tag und Nacht mit einer Schar treuer Vasallen umgab, und holte danach unvermittelt zum Gegenschlag aus. Heinrich wurde in der Pfalz Ingelheim festgesetzt, seine Verbündeten wurden verhaftet und zum größten Teil hingerichtet. Heinrich konnte jedoch aus der Haft entkommen und unterwarf sich Weihnachten 941 in der Frankfurter Pfalzkapelle seinem Bruder. So erhielt er erneut Verzeihung, um die er barfuß und fußfällig bat. Von nun an ist kein Versuch Heinrichs überliefert, dem Bruder die Herrschaft streitig zu machen.

### Adelspolitik
Bei der Neubesetzung von Ämtern und Besitzungen wollte Otto seine herrscherliche Entscheidungsgewalt durchsetzen und suchte bei seinen Entscheidungen nicht den erforderlichen Konsens mit den Großen. Er missachtete besonders die Ansprüche der Herzöge und enger Familienangehöriger auf bestimmte Herrschaftspositionen. Otto beförderte hingegen die ihm ergebenen Mitglieder insbesondere auch des niederen Adels in Schlüsselpositionen, um in Sachsen den Status quo zu sichern, und ließ die Getreuen seiner Mutter sich benachteiligt fühlen. Unterordnung verlangte der neue König schließlich auch von den „Freunden“ des Vaters, „der diesen nie etwas verweigert hätte“.
Zu den weiteren Gründen für die Adelserhebungen zählten die noch ungewohnte Individualsukzession oder Einzelthronfolge, aus der sich die anfangs ungeklärte Frage ergab, wie die Brüder des Königs zu versorgen seien, sowie Ottos autoritärer Regierungsstil im Vergleich zu seinem Vater. Heinrich hatte auf die Salbung verzichtet, die ihn symbolisch über die Reichsgroßen erhoben hätte, und seine Regierung auf Freundschaftspakte mit wichtigen Personen gestützt. Diese Pakte waren eine wesentliche Grundlage der Herrschaftskonzeption Heinrichs I. gewesen, der dafür auf königliche Prärogative verzichtet hatte, um so im Einvernehmen mit den Herzögen eine Konsolidierung im Inneren zu erreichen. Der gesalbte Otto glaubte, seine Entscheidungen ohne Rücksicht auf Ansprüche und unabhängig von der internen Hierarchie der Adelssippen treffen zu können, da ihn seine Auffassung des Königtums im Gegensatz zu der seines Vaters weit über den übrigen Adel erhob.
Zu den strukturellen Besonderheiten der Auseinandersetzungen zählten insbesondere die „Spielregeln zur Konfliktbeilegung“, also die sozialen Normen, die in der ranggeordneten Gesellschaft des 10. Jahrhunderts galten. Nur die Gegner des Königs aus der adligen Führungsschicht und seiner eigenen Familie, die ihre Schuld öffentlich eingestanden und sich bedingungslos unterwarfen, konnten auf Begnadigung hoffen. Die dem König anheimgestellte Strafe fiel dann regelmäßig so milde aus, dass der Bußfertige bald wieder in Amt und Würden war. So wurde vor allem dem Königsbruder Heinrich zunächst in Lothringen, dann in Bayern die Herzogsstellung übertragen. Gewöhnliche Verschwörer wurden im Gegensatz dazu hingerichtet.

### Jahrzehnt der Konsolidierung (941–951)
Das darauf folgende Jahrzehnt (941–951) war durch eine unbestrittene königliche Machtausübung bestimmt. Ottos Urkunden aus dieser Zeit erwähnen immer wieder Belohnungen, die treue Vasallen für ihre Dienste empfingen oder die der Versorgung ihrer Hinterbliebenen dienten. Allein aus den Jahren 940–47 sind 14 Begünstigungen dieser Art bekannt. Dazu kommen zwei Diplome, in denen gerichtlich entzogenes Gut zurückgegeben wurde. Durch die gefestigte Königsherrschaft entwickelten sich auch feste Gewohnheiten der Herrschaftsrepräsentation. Zu erkennen ist dies ab 946 am jährlichen Wechsel von Hoftagen in Aachen und Quedlinburg an Ostern.
Otto änderte nach diesen Adelserhebungen zwar nicht seine Praxis, Herzogtümer als Ämter des Reiches nach seinem Gutdünken zu besetzen, verband sie jedoch mit dynastischer Politik. Hatte Ottos Vater Heinrich noch auf die amicitia (Freundschaftsbindung) als wichtiges Instrument zur Stabilisierung seiner Königsherrschaft gesetzt, so trat nun die Heirat an ihre Stelle. Otto lehnte es ab, ungekrönte Herrschaftsträger als gleichberechtigte Vertragspartner zu akzeptieren. Die Integration bedeutender Vasallen vollzog sich nun durch Heiratsverbindungen: Der westfränkische König Ludwig IV. heiratete im Jahr 939 Ottos Schwester Gerberga. Den Salier Konrad den Roten setzte Otto 944 als Herzog in Lothringen ein und band diesen 947 durch die Heirat mit seiner Tochter Liudgard enger an die Königsfamilie. Den Anspruch seines Bruders Heinrich auf eine Teilnahme an der Macht stellte er dadurch zufrieden, dass er ihn mit Judith, Tochter Herzog Arnulfs von Bayern, verheiratete und im Winter 947/948 als Herzog in Bayern einsetzte, nachdem das Herzogtum mit dem Tod von Arnulfs Bruder Berthold frei geworden war. Die Verleihung der bayerischen Herzogswürde an Ottos zuvor aufständischen Bruder Heinrich markierte dessen endgültigen Verzicht auf die Königswürde. Die engste Verwandtschaft des Königs übernahm die wichtigsten Positionen im Reich, während Franken und Sachsen ohne Herzogsgewalt weiterhin direkt dem König unterstanden.
Kurz nach dem Tod Edgiths am 29. Januar 946, die in Magdeburg ihr Grab fand, begann Otto die eigene Nachfolge zu regeln. Er ließ die bereits 939 ausgehandelte Ehe seines Sohnes Liudolf mit Ida, der Tochter des Herzogs Hermann von Schwaben, des Anführers der ihm treu gebliebenen Konradiner, wohl im Spätherbst 947 schließen und erklärte ihn zu seinem Nachfolger als König. Alle Großen des Reichs wurden aufgerufen, seinem damals gerade volljährig gewordenen Sohn einen Treueid zu leisten. In bindender Form erhielt Liudolf damit die Zusage, Nachfolger seines Vaters werden zu können. Dadurch wertete er Hermann auf und sicherte seinem eigenen Haus die Nachfolge im Herzogtum, da Hermann keine Söhne hatte. 950 wurde deshalb Liudolf wie geplant Herzog von Schwaben.

### Beziehungen zu anderen Herrschern in Europa
Ottos Herrschaftspolitik war eingebettet in den politischen Kontext des frühmittelalterlichen Europa. Seine Entscheidung für Aachen als Krönungsort warf bereits das Problem der Beziehungen zum Westfrankenreich auf. Aachen lag im Herzogtum Lothringen, auf das die westfränkischen Könige, die noch immer Karolinger waren, Anspruch erhoben. Allerdings war das Herrscherhaus im Westfrankenreich durch die Macht des Hochadels bereits stark geschwächt. Indem Otto sich als legitimer Nachfolger Karls des Großen darstellte, sah er seinen Anspruch auf Lothringen legitimiert. Während Heinrichs Aufstand sowie später, im Jahre 940, versuchte der westfränkische König Ludwig IV., sich in Lothringen festzusetzen, scheiterte aber zum einen an Ottos militärischer Stärke, zum anderen daran, dass Ludwigs innenpolitischer Rivale Hugo der Große mit Ottos Schwester Hadwig verheiratet war. Ludwig konnte seine Ansprüche auf Lothringen zwar noch dadurch geltend machen, dass er Gerberga, die Witwe des 939 gefallenen aufständischen Herzogs Giselbert, heiratete. Da diese eine weitere Schwester Ottos war, wurde er damit allerdings zugleich ein Schwager Ottos und seines eigenen innenpolitischen Rivalen Hugo. Otto betrieb also dem Westfrankenreich gegenüber eine ähnliche Heiratspolitik wie gegenüber den Herzögen im Ostfrankenreich. Im Jahre 942 vermittelte Otto eine formelle Versöhnung: Hugo von Franzien hatte dabei einen Unterwerfungsakt zu vollziehen, und Ludwig IV. musste auf jegliche Ansprüche auf Lothringen verzichten.
Im Jahr 946 geriet das Westfrankenreich in eine Krise, als König Ludwig durch Verrat zunächst in die Gefangenschaft eines Dänenkönigs und dann in die Hände seines Hauptgegners Hugo geriet. Otto hatte bereits 942 den Frieden zwischen Ludwig und Hugo vermittelt und musste deshalb über den Bestand des Friedens wachen, der durch die Gefangennahme empfindlich gestört worden war. Auf die dringenden Bitten seiner Schwester Gerberga intervenierte Otto im Westen zugunsten Ludwigs. Die militärische Macht Ottos reichte jedoch nicht aus, um befestigte Städte wie Laon, Reims, Paris oder Rouen einzunehmen. Nach drei Monaten brach Otto den Heerzug ab, ohne Hugo besiegt zu haben. Aber es gelang ihm, Erzbischof Hugo von Reims aus seiner Bischofsstadt zu vertreiben.
Den jahrelangen Streit zwischen Ludwig und Hugo, bei dem es auch um die Besetzung des Reimser Erzstuhls ging, legte 948 die Universalsynode von Ingelheim bei, an der 34 Bischöfe teilnahmen, darunter alle deutschen Erzbischöfe und der Reimser Kandidat Artold. Die Wahl des Tagungsortes im ostfränkischen Reich lässt erkennen, dass Otto sich als Schiedsrichter im westfränkischen Reich sah. Die Versammlung stellte sich vor König Otto, im Reimser Schisma entschied sie sich für dessen Kandidaten Artold gegen Hugo, den Favoriten Hugos von Franzien. Ludwig IV. wurde im September 948 exkommuniziert. Seine Stellung als Familienangehöriger wurde jedoch allmählich wieder von Otto aufgebessert, zunächst zu Ostern des Jahres 951, dann zwei Jahre später in Aachen, wo die endgültige Aussöhnung erfolgte.
Auf der Universalsynode von Ingelheim wurden jedoch nicht nur westfränkische Probleme behandelt. Die Bischöfe von Ripen, Schleswig und Aarhus wurden ordiniert. Alle drei Bistümer wurden Erzbischof Adaldag von Hamburg-Bremen unterstellt. Diese Bistumsgründungen und die im gleichen Jahr erfolgten Gründungen weiterer Bistümer in Brandenburg und Havelberg bedeuteten eine intensivierte Christianisierung. Von der nationalistischen Geschichtsschreibung wurden diese Maßnahmen anachronistisch als „Ostpolitik“ gedeutet, die auf Expansion und Unterwerfung der slawischen Gebiete ausgerichtet war. Ansätze zur Durchsetzung der Herrschaft gegenüber Dänen und Slawen unter den Ottonen sind jedoch nicht erkennbar. Anders als Karl der Große engagierte sich Otto in der Slawen- und Heidenmission eher zeitlich begrenzt und trotz einiger mit Gewalteinsatz geführter Auseinandersetzungen deutlich zurückhaltender. Otto scheint sich mit der Anerkennung der Oberhoheit über die slawischen Gebiete begnügt zu haben.
Zum Königreich Burgund hatte das Ostfrankenreich gute Beziehungen, seitdem Heinrich I. von dessen König Rudolf II. die Heilige Lanze erworben hatte. Als Rudolf 937 starb, holte Otto dessen minderjährigen Sohn Konrad an seinen Hof, um damit eine Übernahme Burgunds durch Hugo von Italien zu verhindern, der Rudolfs Witwe Berta sofort geheiratet und seinen Sohn Lothar mit dessen Tochter Adelheid verlobt hatte. Nach dem Tod des italienischen Königs Hugo am 10. April 947 sorgte Otto außerdem dafür, dass Niederburgund und die Provence an seinen Schützling Konrad fielen, was sein Verhältnis zum burgundischen Königshaus weiter festigte. Otto respektierte die Eigenständigkeit von Burgund und griff nie nach der burgundischen Krone.
Enge Kontakte bestanden auch zwischen Otto I. und dem byzantinischen Kaiser Konstantin VII. Porphyrogennetos (944–959). Die zeitgenössischen Quellen berichten von zahlreichen Gesandtschaften, die in politischen Angelegenheiten von West nach Ost und von Ost nach West reisten. Am 31. Oktober 945 und wieder anlässlich des Osterfestes 949 „überbrachten Gesandte der Griechen unserem König zweimal Geschenke ihres Kaisers, die beide Herrscher ehrten“, berichtet Thietmar von Merseburg in seiner Chronik. Zu dieser Zeit wurde vergeblich über ein Ehebündnis zwischen Byzanz und dem ottonischen Herrscher verhandelt.

### Eingreifen in Italien und Hochzeit mit Adelheid von Burgund

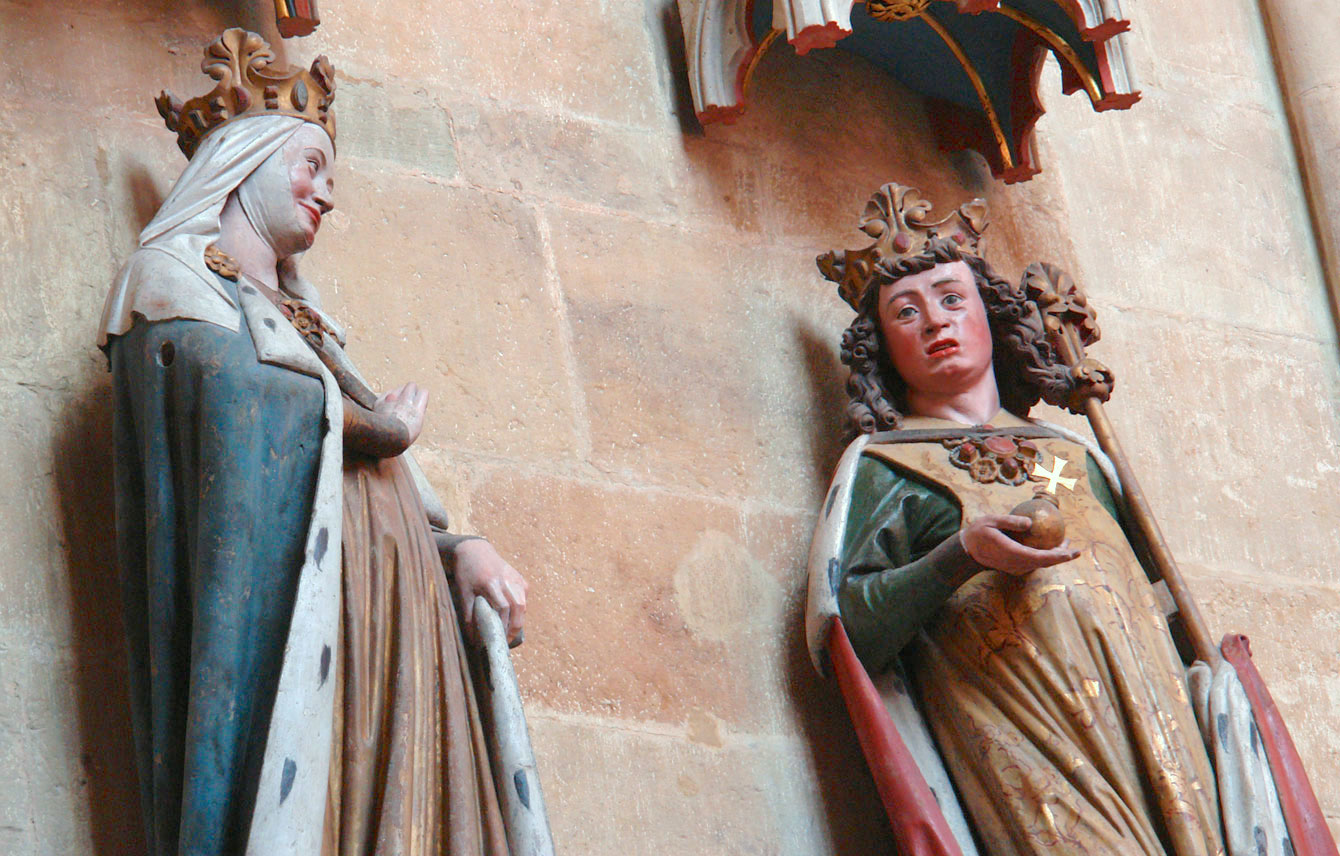
Otto I. neben Adelheid im Meißner Dom. Das Kaiserpaar, als Stifter des Domes verehrt, im Chor. Der Kaiser mit Krone, Zepter und Reichsapfel, Adelheid mit Krone und hermelingefüttertem Mantel, dargestellt als frommes Ehepaar, das einander zugewandt am Gottesdienst teilnimmt.

Mit dem Tod Berengars I. von Italien war das karolingisch begründete neue westliche Kaisertum 924 erloschen. Es stand somit jedem Herrscher eines fränkischen Teilreiches frei, sich mit imperialem Glanz zu schmücken, ohne missliebige Reaktionen hervorzurufen. Jedoch scheint Ottos Vorhaben der Kaiserkrönung sich erst spät zu einem festen Handlungskonzept verdichtet zu haben. Solange die Königin Edgith lebte, konzentrierte sich die Aktivität Ottos vornehmlich auf das ostfränkische Reich.
In Italien erzeugte Hugos und Lothars Regiment mit der Zeit manchen Unmut unter den Großen, an deren Spitze sich Berengar von Ivrea setzte. Er musste allerdings 941 an den Hof Ottos fliehen, der so erstmals mit den politischen Problemen Italiens in unmittelbare Berührung kam. Otto vermied jedoch eine dezidierte Parteinahme. Weder lieferte er seinen Gast an Hugo aus noch gewährte er ihm seine ausdrückliche Unterstützung, als Berengar 945 von sich aus über die Alpen zurückkehrte und Hugo in Oberitalien rasch in die Enge trieb. Hugo starb 948 in seiner provenzalischen Heimat, wohin er ausgewichen war, und überließ das Feld seinem Sohn Lothar. Bevor es zu einer größeren Auseinandersetzung kam, fand auch Lothar am 22. November 950 einen plötzlichen Tod und machte die noch nicht 20-jährige Adelheid zur Witwe.
Nach langobardischer Tradition konnte Adelheid durch Eheschließung die Königswürde weitergeben. Aus diesem Grund nahm Berengar sie in Gefangenschaft und erklärte sich am 15. Dezember 950, nur drei Wochen nach Lothars Tod, zum König sowie seinen jüngeren Sohn Adalbert zum Mitregenten. Doch fand auch er keine allseitige Anerkennung, und die Blicke der Unzufriedenen richteten sich auf Adelheid, die sich anscheinend die Vorstellung zu eigen gemacht hatte, durch Neuvermählung über die Zukunft des Reiches bestimmen zu können.

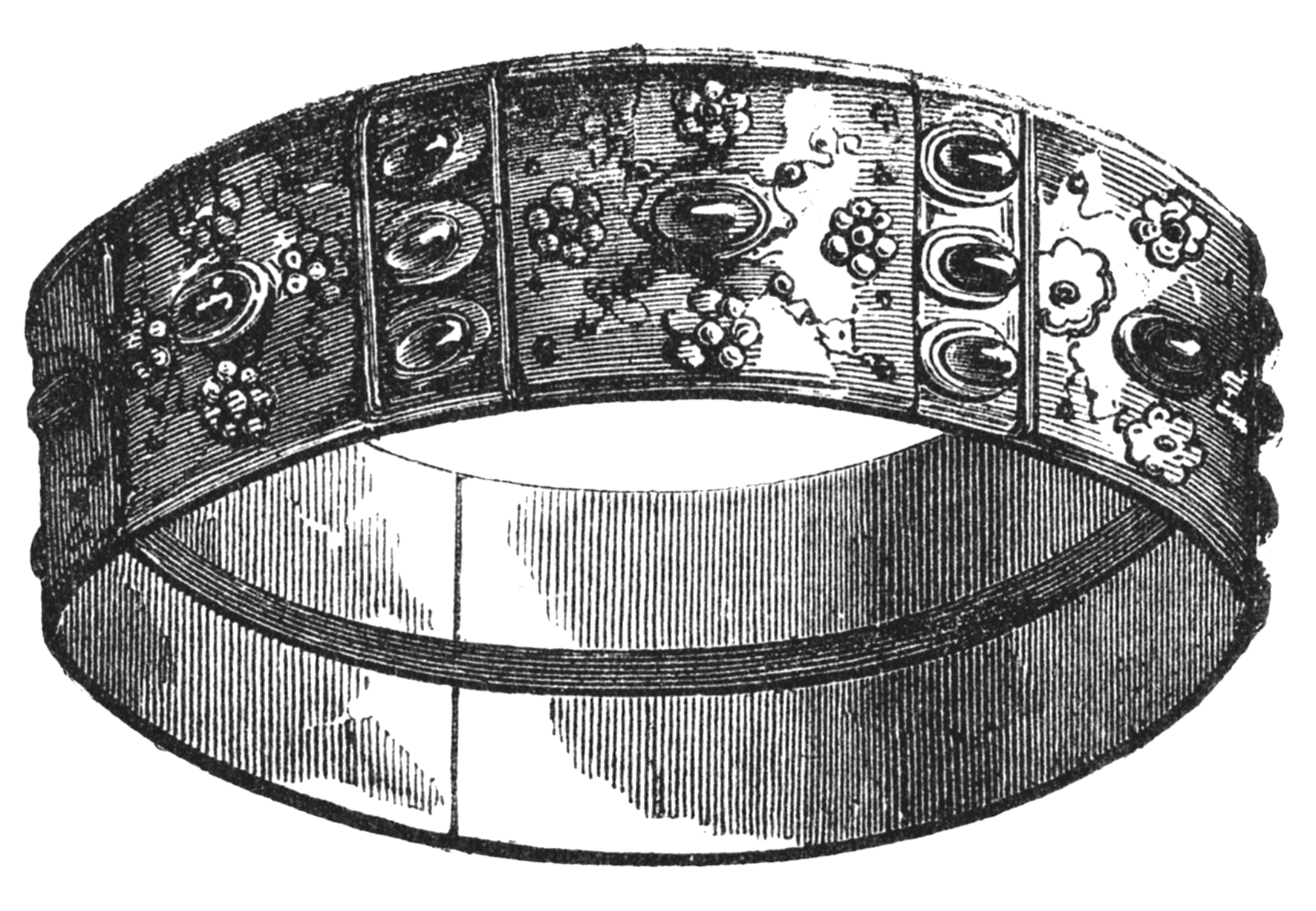
Die Eiserne Krone der Langobarden war das Insigne der italienischen Königswürde, die 951 an Otto überging.

Adelheid war nicht nur Witwe des italienischen Königs, sondern über ihre Mutter Berta auch verwandt mit der schwäbischen Herzogsfamilie, deren Haupt Ottos Sohn Liudolf durch die Ehe mit Ida geworden war. Vor allem aber war Otto selbst sehr daran interessiert, in Italien einzugreifen. Da er seit 946 selbst Witwer war, hatte er die Möglichkeit, Adelheid zu ehelichen und damit seine Herrschaft nach Italien auszudehnen. Zudem bot sich damit die Perspektive auf die Kaiserwürde. Nach der Festsetzung Adelheids entschloss sich Otto, nach Italien zu ziehen; ob er darum gebeten wurde oder gar zur Übernahme der Herrschaft aufgefordert wurde, ist unklar. Wohl schon im Frühjahr 951 war Liudolf ohne Verständigung mit seinem Vater mit nur schwacher Begleitung nach Italien geritten. Was Liudolf damit bezweckt hatte, ist ungewiss. Sein Unternehmen scheiterte jedenfalls an der Intriganz seines Onkels Heinrich, der Liudolfs Gegner heimlich gewarnt hatte, ohne dafür von Otto zur Rede gestellt worden zu sein.
Heinrich wurde von Otto sogar als Heerführer eingesetzt und war der wichtigste Mittelsmann auf Ottos Italienzug im September 951, der ohne Kämpfe verlief. Heinrich führte Adelheid von ihrer Fluchtburg Canossa nach Pavia, wo sich Otto im Oktober mit ihr vermählte. Die italienische Königswürde übernahm er, ohne dass ein Erhebungsakt in den Quellen ausdrücklich erwähnt wäre. Seine Kanzlei titulierte ihn am 10. Oktober, deutlich an Karl den Großen anknüpfend, „König der Franken und Langobarden“ (rex Francorum et Langobardorum) und am 15. als „König der Franken und Italiener“ (rex Francorum et Italicorum).

### Aufstand Liudolfs
Die Ehe mit Adelheid führte zu Spannungen zwischen dem König und seinem Sohn und designierten Nachfolger Liudolf, da sich die Frage stellte, welche Rechte den dieser Ehe entstammenden Söhnen zustanden. Auch misstraute Liudolf dem wachsenden Einfluss seines Onkels, des ehemaligen Rebellen Heinrich. Wahrscheinlich war Heinrich anderer Ansicht darüber, wer die Position des secundus a rege (des Zweiten nach dem König) einnehmen sollte: der Bruder oder der Sohn. Liudolf verließ jedenfalls im November in demonstrativem Unmut und ohne Abschied seinen Vater, was einem Affront gleichkam. Über die Alpen begleitet wurde er von Erzbischof Friedrich von Mainz. Der Erzbischof war im Auftrag Ottos persönlich nach Rom gezogen, um beim Papst wegen einer Kaiserkrönung anzufragen, doch blieb seine Reise vergeblich: Papst Agapet II. erteilte den Plänen Ottos aus nicht näher bekannten Gründen eine Absage. Sie ist vielleicht dem Ungeschick des Gesandten anzulasten.
Zu Weihnachten 951 veranstaltete Liudolf in Saalfeld ein Gelage (convivium), bei welchem er Erzbischof Friedrich von Mainz und alle anwesenden Großen des Reiches um sich versammelte. Dieses Gelage war bereits vielen Zeitgenossen verdächtig und erinnerte an jenes convivium, das Heinrich ein gutes Jahrzehnt zuvor gefeiert hatte, um eine bewaffnete Erhebung gegen Otto einzuleiten. Mit dem Festmahl wurden Bindungen aktiviert, um Widerstand gegen den König zu sammeln. Als Reaktion darauf kehrte Otto im Februar 952 mit Adelheid nach Sachsen zurück und verweigerte dem Sohn demonstrativ seine Huld. Den Osterhoftag als das wohl wichtigste Ereignis des Jahres beging Otto in Sachsen „zur Repräsentation herrscherlicher Macht und göttlicher Legitimation“.
Liudolf gewann in seinem Schwager Konrad dem Roten einen mächtigen Verbündeten. Konrad hatte in Italien durch Verhandlungen Berengar dazu gebracht, Otto in Magdeburg aufzusuchen, und Berengar dabei offensichtlich verbindliche Zusagen zum Ausgang dieses Treffens gemacht. Eine Gruppe von Herzögen, Grafen und Hofleuten, mit den Herzögen Konrad und Liudolf an der Spitze, erkannte Berengar als König an und brachte dies in einem Empfang ostentativ zum Ausdruck. Am Hof angekommen, ließ Otto Berengar jedoch zunächst drei Tage lang warten, um ihn zu brüskieren, gestattete von den Versprechungen Konrads nichts und gewährte Berengar nur den freien Abzug. Da Herzog Konrad und die weiteren Fürsprecher Berengars Ottos Antwort als persönliche Beleidigung empfanden, schlossen sie sich den Gegnern des Königs an.
Trotz des sich so formierenden Widerstands wurde in der Frage der Stellung Berengars noch ein Kompromiss erreicht. Als Ort für eine Unterwerfung (deditio) Berengars und für ein freiwilliges Bündnis (foedus spontaneum) mit Otto einigten sich die Kontrahenten auf einem Hoftag in Augsburg, Anfang August 952. Berengar und sein Sohn Adalbert leisteten Otto einen Vasalleneid und erhielten von ihm das Königreich Italien als Lehen. Allerdings wurden die Marken Verona und Aquileja Herzog Heinrich von Bayern zugeschlagen.
Nachdem Adelheid im Winter 952/953 mit Heinrich einen ersten Sohn zur Welt gebracht hatte, soll Otto ihn statt Liudolf als Nachfolger gewollt haben. Im März 953 brach in Mainz der Aufstand aus. Als Otto in Ingelheim das Osterfest begehen wollte, zeigten ihm Konrad und Liudolf offen die „Zeichen des Aufstandes“ (rebellionis signa). Liudolf und Konrad hatten inzwischen eine große Schar Bewaffneter zusammengebracht – vor allem junge Leute aus Franken, Sachsen und Bayern sollen darunter gewesen sein. Der König konnte deshalb weder in Ingelheim noch in Mainz oder Aachen das Osterfest als wichtigsten Akt der Herrschaftsrepräsentation feiern. Immer mehr Adelsgruppen verbündeten sich mit Liudolf. Als Otto hörte, dass Mainz in die Hände seiner Feinde gefallen war, zog er in größter Eile dorthin und begann im Sommer mit der Belagerung der Stadt. Schon zu Beginn des Aufstandes hatte Erzbischof Friedrich von Mainz zu vermitteln versucht, aber der König „befahl seinem Sohn und Schwiegersohn, die Urheber des Verbrechens zur Bestrafung auszuliefern, andernfalls werde er sie als geächtete Feinde (hostes publici)“ betrachten. Diese Forderung war für Liudolf und Konrad unannehmbar, da sie ihre eigenen Bundesgenossen hätten verraten müssen. Ein solches Verhalten hätte sie zu Meineidigen gemacht, denn es war üblich, sich gegenseitig Schwüre des Beistands zu leisten, bevor man in eine Fehde ging.
Das Zentrum des Konflikts verlagerte sich 954 nach Bayern. Dort hatte Liudolf mit Unterstützung Arnulfs, eines der Söhne des 937 verstorbenen Bayernherzogs, Regensburg eingenommen, sich der dort angesammelten Schätze bemächtigt und sie als Beute unter seine Gefolgschaft verteilt. Auf Drängen Heinrichs begab sich das Heer des Königs umgehend auf den Weg nach Süden, um Regensburg zurückzugewinnen, doch zog sich die Belagerung bis Weihnachten hin. Gleichzeitig mit den Kriegsaktionen vollzog Otto zwei wichtige Personalentscheidungen: Markgraf Hermann Billung wurde zum Herzog und Stellvertreter des Königs in Sachsen ernannt, und Brun, der jüngste unter den Königsbrüdern, wurde zum Erzbischof von Köln befördert. Um den Konflikt zu beenden, wählte man auch in Bayern das Mittel der Verhandlung.

### Lechfeldschlacht

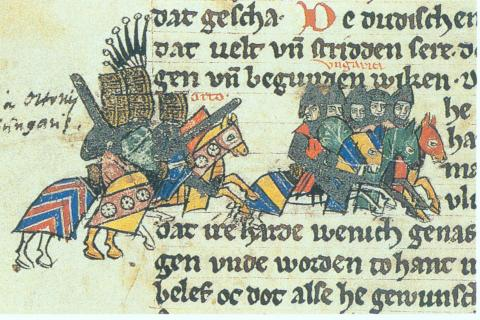
Die Lechfeldschlacht in der Sächsischen Weltchronik. Buchmalerei, um 1270 (Gotha, Forschungs- und Landesbibliothek, Ms. Mamb. I. 90, fol. 87v)

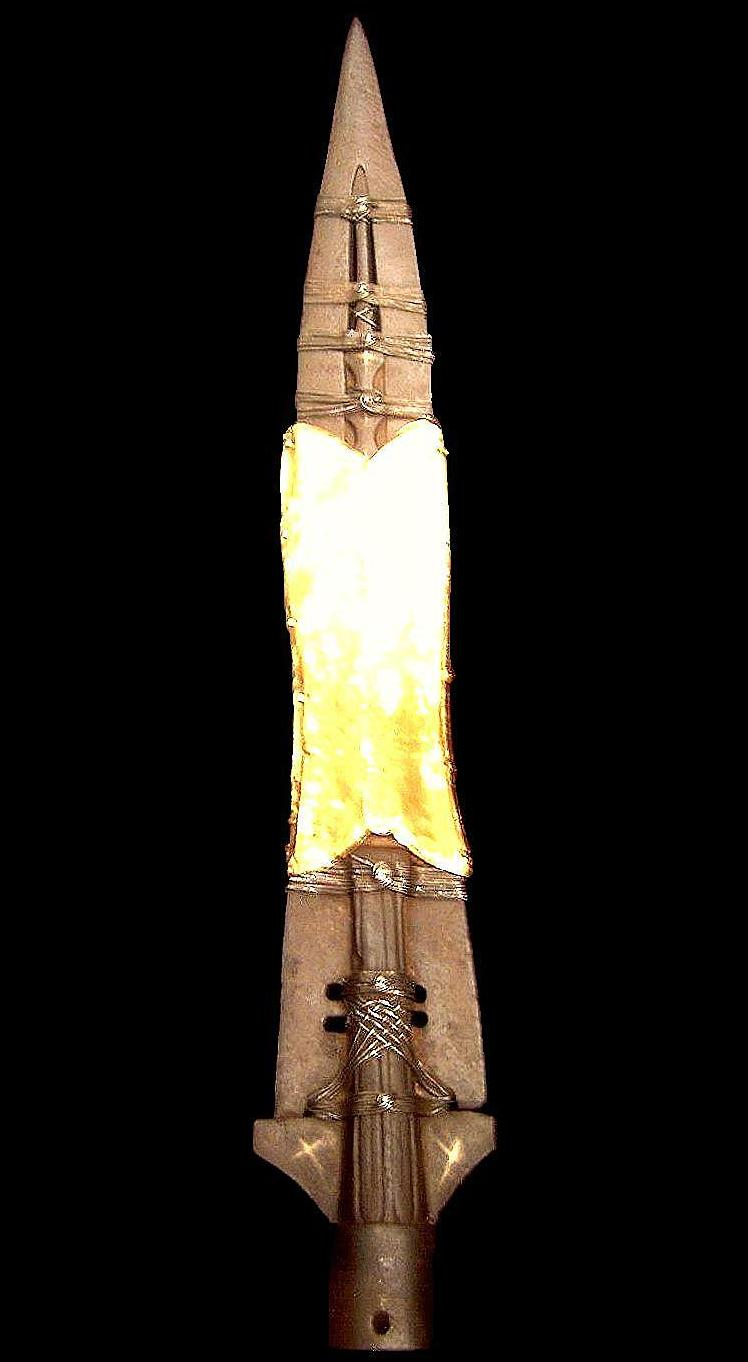
Die Heilige Lanze war für Otto von besonderer Bedeutung. In der Schlacht bei Birten, bei der Otto ein bedeutender Erfolg gegen seine reichsinternen Gegner glückte, betete er laut Liudprands Darstellung „vor den siegbringenden Nägeln, mit denen die Hände des Herrn Erlösers Jesus Christus befestigt und die in seine Lanze eingesetzt waren“. Nach Widukind von Corvey ging Otto bei seinem Sieg über die Ungarn mit der Heiligen Lanze seinem Heer in der Schlacht voran. Die Heilige Lanze befindet sich heute in der Schatzkammer Wien.

Als Liudolf sich gegen Otto erhob, bedrohten nach wie vor die Ungarn das Reich. Obwohl die Ostmarken zur Sicherung gegen heidnische Slawen und Magyaren eingerichtet worden waren, blieben die Ungarn an der Ostgrenze des Ostfrankenreiches eine dauerhafte Bedrohung. Die Ungarn kannten das Reich und dessen innere Schwäche, die ihnen Anlass gab, im Frühjahr 954 mit einer großen Streitmacht in Bayern einzufallen. Zwar war es Liudolf und Konrad gelungen, ihre eigenen Gebiete zu schonen, indem sie den Ungarn Führer in den Westen mitgaben, die sie östlich des Rheins durch Franken geleiteten. Außerdem hatte Liudolf am Palmsonntag des Jahres 954 in Worms ein großes Gastmahl zu Ehren der Ungarn veranstaltet und sie mit Gold und Silber überhäuft. Aber Liudolf sah sich nun dem Vorwurf ausgesetzt, mit den Feinden Gottes paktiert zu haben, und verlor schlagartig Anhänger an Otto. Die Bischöfe Ulrich von Augsburg und Hartpert von Chur, die engste Vertraute des Königs waren, vermittelten ein Treffen zwischen den Konfliktparteien am 16. Juni 954 auf einem Hoftag in Langenzenn. Verhandelt wurden nicht so sehr die Ursachen des Konfliktes zwischen Vater und Sohn, sondern vielmehr allein die Verwerflichkeit des Paktes Liudolfs mit den Ungarn. Dessen Verteidigung, er habe dies „nicht aus freien Stücken getan, sondern durch die äußere Not getrieben“, überzeugte nicht.
Als Ergebnis dieser Verhandlungen trennten sich Erzbischof Friedrich und Konrad der Rote von Liudolf, der dennoch nicht bereit war, sich zu unterwerfen, sondern alleine gegen den Vater weiterkämpfte, der wieder Regensburg belagerte. Zweimal kam der Sohn persönlich aus der Stadt heraus, um Frieden beim Vater zu erbitten. Erst beim zweiten Mal erhielt er ihn durch Vermittlung der Fürsten. Die endgültige Beilegung des Streites wurde auf einen Hoftag in Fritzlar vertagt. Der Konflikt wurde durch die rituelle deditio (Unterwerfung) beigelegt. Noch innerhalb der Frist warf er sich im Herbst 954 während der Königsjagd in Suveldun nahe Weimar barfuß vor dem Vater zu Boden und flehte um Gnade, die ihm gewährt wurde. „So wurde er in väterlicher Liebe wieder zu Gnaden angenommen und gelobte zu gehorchen und in allem den Willen des Vaters zu erfüllen.“
Die Ungarn waren unterdessen vor Augsburg aufgehalten worden, da Bischof Ulrich die Stadt zäh verteidigen ließ. Er verschaffte so Otto Zeit, ein Heer zu sammeln und zum Entsatz Augsburgs zu eilen. Die Schlacht auf dem Lechfeld am 10. August 955 beseitigte die Ungarngefahr dauerhaft. Der triumphale Sieg festigte Ottos Macht und Ansehen. Nach Widukind von Corvey, dessen Darstellung angezweifelt wird, soll Otto noch auf dem Schlachtfeld vom siegreichen Heer zum imperator ausgerufen worden sein, die Hofkanzlei veränderte Ottos Titel auch nach 955 bis zum Februar 962 nicht. Nach dem Zeugnis Thietmars von Merseburg gelobte Otto vor der Lechfeldschlacht im Falle eines Sieges dem Tagesheiligen Laurentius, in seiner Pfalz Merseburg ein Bistum zu dessen Ehren zu errichten.
Nach dem Sieg ließ Otto in allen Kirchen des Reiches Dankesgottesdienste feiern und führte den Sieg auf die Hilfe Gottes zurück, die das Gottesgnadentum des Herrschers habe sichtbar werden lassen. Auch fasste er spätestens seit 955 konkrete Pläne zur Errichtung eines Erzbistums in Magdeburg. Dem Gotteshaus, in dem Königin Edgith 946 bestattet wurde, folgte ab 955 ein stattlicher, nach Thietmars Worten mit Marmor und Gold geschmückter Neubau. Im Sommer 955 schickte er den Fuldaer Abt Hademar nach Rom, wo dieser bei Agapet II. für den König die Erlaubnis bewirkte, Bistümer nach Belieben zu gründen. Aus einem Protestbrief des Mainzer Erzbischofs Wilhelm von 955 an Papst Agapet II. geht hervor, dass Otto offenbar die Absicht hatte, das Bistum Halberstadt zu verlegen, um in dessen Grenzen das neue Magdeburger Erzbistum zu schaffen. Geplant war nach Wilhelms Ausführungen, das Bistum Halberstadt nach Magdeburg zu transferieren und es zum Erzbistum zu erheben. Es wäre damit aus dem Verband der Mainzer Erzdiözese ausgeschieden. Derart weitreichende Veränderungen bedurften aber der Zustimmung der betroffenen Bischöfe. Wilhelm und der Halberstädter Bischof Bernhard weigerten sich vehement, einer solchen Schmälerung ihrer Diözese zuzustimmen. Otto sah daher zunächst davon ab, in dieser Sache weiter vorzugehen. Der Widerstand gegen Ottos Magdeburg-Pläne muss in Sachsen erheblich stärker gewesen sein, denn Widukind von Corvey, Hrotsvit von Gandersheim, Ruotger von Köln, Liudprand von Cremona und der Continuator Reginonis, der spätere Erzbischof Adalbert von Magdeburg, berichteten über die Gründung Magdeburgs mit keinem Wort.
Die Lechfeldschlacht gilt als eine Wende in der Regierung des Königs. Nach 955 kam es im ostfränkisch-deutschen Reich bis zu Ottos Tod nicht mehr zu Erhebungen der Großen gegen den König, wie sie in der ersten Hälfte seiner Herrscherzeit wiederholt aufgeflammt waren. Ferner blieb Ottos Herrschaftsgebiet fortan von den Einfällen der Ungarn verschont. Sie gingen nach 955 zur sesshaften Lebensweise über und nahmen bald das Christentum an.
Im selben Jahr drangen slawische Abodriten in Sachsen ein. Als Reaktion zog König Otto mit einem Heer nach dem Sieg über die Ungarn in den Osten. Als die Abodriten die Tributzahlung und Unterwerfung verweigerten, mussten sie in der Schlacht an der Recknitz eine weitere militärische Niederlage hinnehmen. Im Gegensatz zur Milde gegenüber inneren Rebellen gingen die Ottonen gegen äußere Feinde unnachsichtig und grausam vor. Nach der Schlacht wurde der Anführer Stoinef enthauptet und 700 Gefangene umgebracht. Mit dem Ende der Kämpfe im Herbst 955 endete auch die unruhige Periode um den Aufstand Liudolfs.

### Ottonische Reichskirche

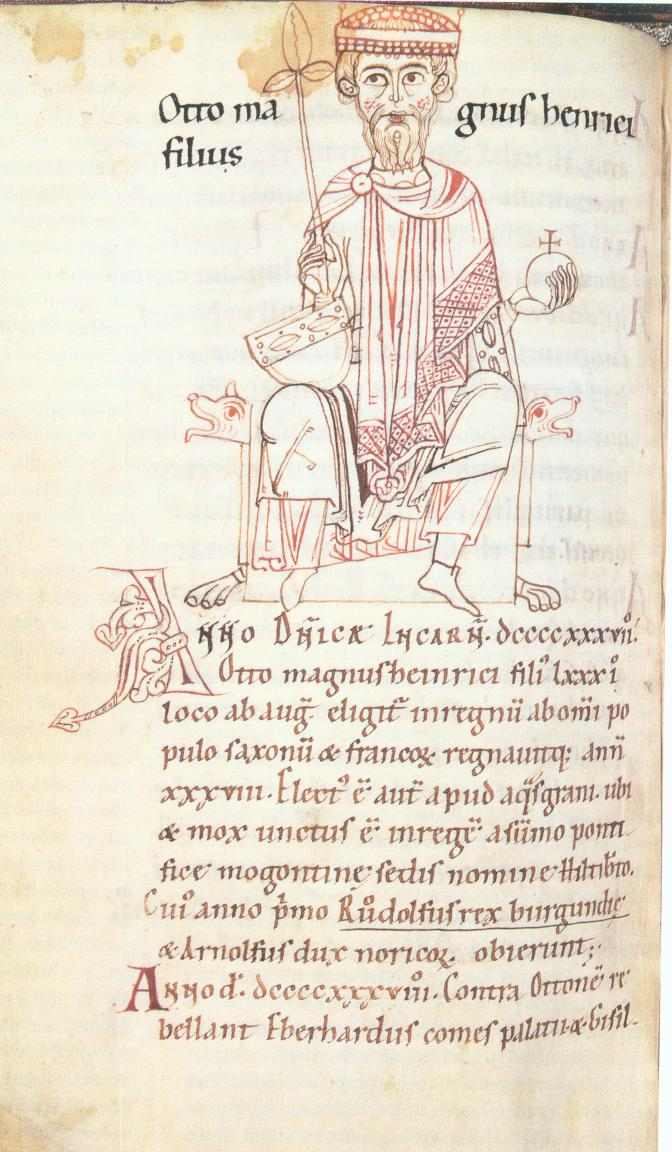
Bild Ottos I. in der anonymen Kaiserchronik für Kaiser Heinrich V. um 1112/14 Corpus Christi, Cambridge, Ms 373, fol. 42v

Nicht nur der Aufstand seines Sohnes schwächte zeitweise die Herrschaft Ottos, sondern es verstarben auch innerhalb kürzester Zeit wichtige Akteure, etwa Ottos Bruder Heinrich von Bayern noch 955. Konrad der Rote, der zwar nicht mehr Herzog, aber immer noch eine der bedeutendsten Personen des Ostfrankenreiches war, fiel in der Schlacht auf dem Lechfeld. Liudolf wurde Ende 956 nach Italien geschickt, um dort Berengar zu bekämpfen, doch erlag er schon am 6. September 957 einem Fieber und wurde im Stift St. Alban vor Mainz begraben.
Das durch den Tod Heinrichs frei gewordene Herzogtum Bayern wurde nicht wieder vergeben, sondern unter der Regentschaft von Heinrichs Witwe Judith für ihren vierjährigen Sohn Heinrich belassen. Lediglich Schwaben erhielt einen vollwertigen neuen Herzog, Adelheids Onkel Burkhard, der durch die Heirat mit Judiths und Heinrichs Tochter Hadwig enger an die Herrscherfamilie gebunden wurde. Damit waren Otto kurz nach seinem Triumph über den Aufstand plötzlich wichtige Strukturen des Reiches weggebrochen. Hinzu kam, dass die beiden ersten Söhne seiner zweiten Ehe jung gestorben und der dritte Sohn Otto erst Ende 955 zur Welt gekommen war.
Nach der älteren Forschung soll Otto nach der Lechfeldschlacht einen zweiten Versuch unternommen haben, das Reich zu konsolidieren, indem er die Reichskirche für seine Zwecke gegen die weltlichen Großen nutzbar gemacht haben soll. Besonders Ottos jüngerer Bruder Brun, der seit 940 Kanzler, seit 951 zugleich Erzkaplan des Reiches und seit 953 Erzbischof von Köln war, soll in der Hofkapelle Kleriker auf ihre spätere Tätigkeit als Reichsbischöfe vorbereitet haben. Dieses sogenannte ottonisch-salische Reichskirchensystem beurteilt die jüngere Forschung zurückhaltender. Mit Poppo I. von Würzburg und Othwin von Hildesheim entstammten lediglich zwei der insgesamt 23 von Otto investitierten Bischöfe der Mainzer Kirchenprovinz der Hofkapelle. Im Beziehungsgefüge zwischen König und Bischof hatten vielmehr das Domkapitel Hildesheim und die Domschulen eine zentrale Funktion. Der König konnte keineswegs allein über die Besetzung bischöflicher Ämter entscheiden. Vor allem in der zweiten Phase seiner Regierung wurde eine Zunahme von Fürsprachen bei Bischofswahlen beobachtet. In die Hofkapelle wurden bevorzugt Söhne aus adligen Familien aufgenommen. Als kirchliche Würdenträger waren sie durch das Kirchenrecht geschützt und dem königlichen Einfluss größtenteils entzogen.
Die Reichskirche erhielt zahlreiche Schenkungen, die neben Landbesitz auch königliche Hoheitsrechte (Regalien) wie Zoll-, Münz- und Marktrechte umfassten. Diese Schenkungen verpflichteten jedoch die Beschenkten zu erhöhtem Dienst für König und Reich. Die ottonischen Könige ließen sich von den Reichskirchen beherbergen und verköstigen. Auch waren es die Reichskirchen, die bereits zur Zeit seines Sohnes und Nachfolgers Ottos II. in Kriegszeiten zwei Drittel des Reiterheeres stellten, aber auch im Frieden zu Naturalabgaben (servitium regis) verpflichtet waren. Neben der Versorgungsfunktion dienten die Reichsklöster und Bistümer dazu, die gottgewollte religiöse Ordnung zu verwirklichen, Gebetshilfe zu leisten und den christlichen Kult zu mehren.

### Vorbereitung des zweiten Italienzugs

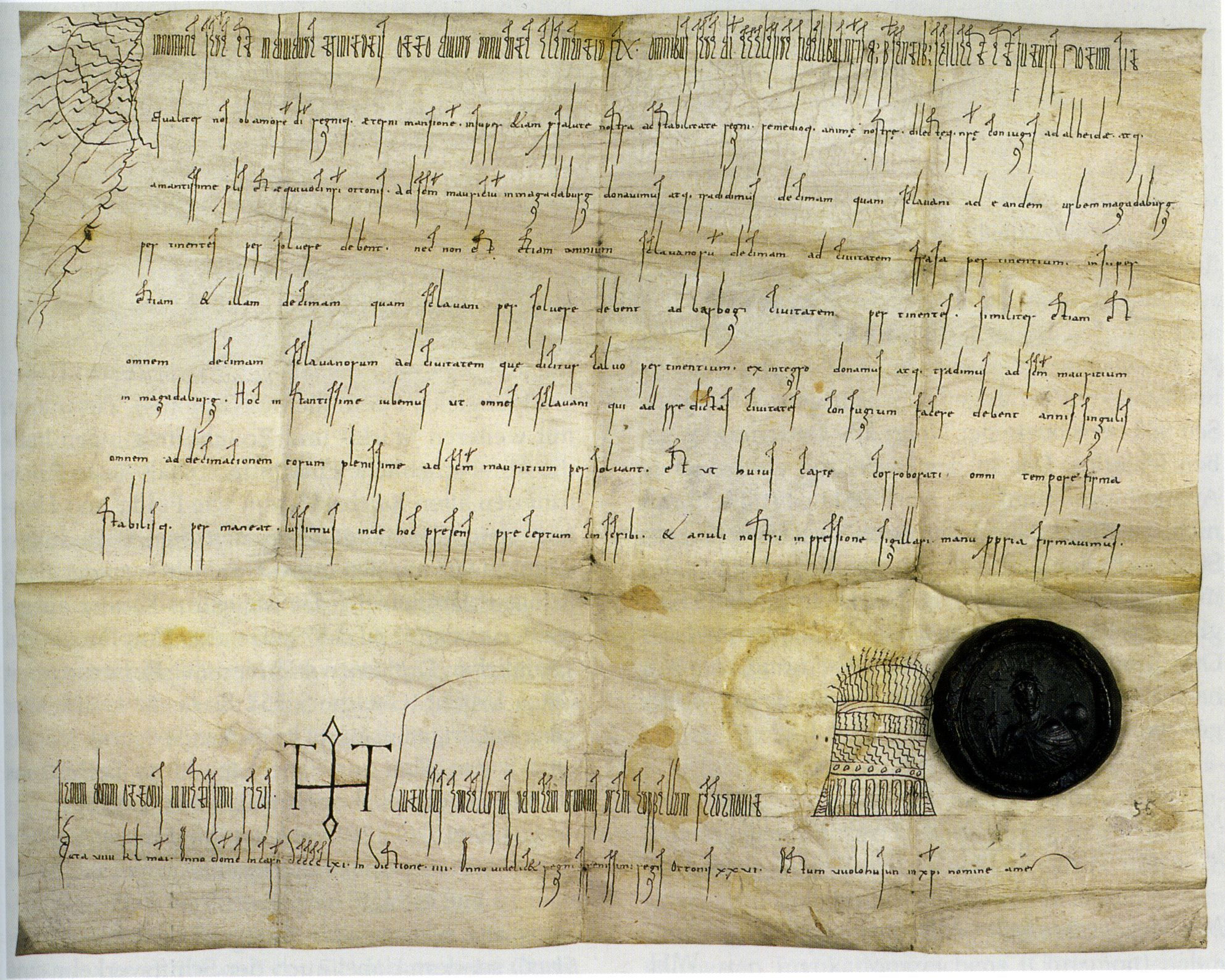
Urkunde Ottos des Großen für das Mauritiuskloster in Magdeburg, ausgestellt am 23. April 961. Magdeburg, Landeshauptarchiv Sachsen-Anhalt, Rep. U 1, Tit. I, Nr. 14

Eine schwere Krankheit Ottos im Jahr 958 trug neben dem Aufstand des Liudolf zur schweren Krise des Reiches bei. Berengar II. nutzte sie, um die Festigung seiner Macht weiter zu betreiben, obwohl er Italien formal nur noch als Lehen Ottos hielt. Liudolfs Tod sowie Ottos Probleme im nördlichen Reichsteil angesichts zahlreicher vakanter Herzogtümer scheinen Berengar dann ermutigt zu haben, nach Oberitalien auch Rom und das Patrimonium Petri unter seinen Einfluss zu bringen. Er geriet dabei in Konflikt mit Papst Johannes XII., der im Herbst 960 Otto um Hilfe ersuchte. Mit ähnlichem Ziel intervenierten auch mehrere Große aus Italien an Ottos Hof, darunter der Erzbischof von Mailand, die Bischöfe von Como und Novara und der Markgraf Otbert. Der Weg zur Kaiserkrönung wurde in der Forschung unterschiedlich behandelt. Kontrovers wird diskutiert, ob Ottos Politik langfristig auf eine Erneuerung des karolingischen Kaisertums aus war oder ausschließlich auf die Initiative des Papstes in einer akuten Notlage zurückging.
Seinen Romzug bereitete der inzwischen wieder genesene König sorgfältig vor. Auf dem Hoftag zu Worms im Mai 961 ließ er seinen minderjährigen Sohn Otto II. zum Mitkönig erheben. Zu Pfingsten 961 wurde Otto II. in Aachen von den Lothringern gehuldigt und von den rheinischen Erzbischöfen Brun von Köln, Wilhelm von Mainz und Heinrich von Trier zum König gesalbt. Die lange Abwesenheit brachte zahlreiche „Probleme der Herrschaftsverwirklichung“ mit sich. Die Italienzüge erforderten hohe Leistungsanforderungen von den Adelsfamilien und den Reichskirchen. Herrschaft war wesentlich von der Präsenz des Königs abhängig. Ein stabiles Netz von Verwandten, Freunden und Getreuen musste während der Abwesenheit des Herrschers die Bewahrung der Ordnung garantieren. Die beiden Erzbischöfe Brun und Wilhelm wurden zu Stellvertretern des Reiches ernannt. Mit ihnen blieb der junge Otto II. nördlich der Alpen. Während der Abwesenheit Ottos in Italien urkundete der Königssohn nördlich der Alpen eigenständig. Durch Entschädigungen, wie den Vorrang vor anderen Bischöfen und das Krönungsrecht des Königs, brach Otto den Widerstand Wilhelms und erhielt von ihm fortan die Unterstützung seiner Magdeburg-Pläne.

### Kaiserkrönung und italienische Politik

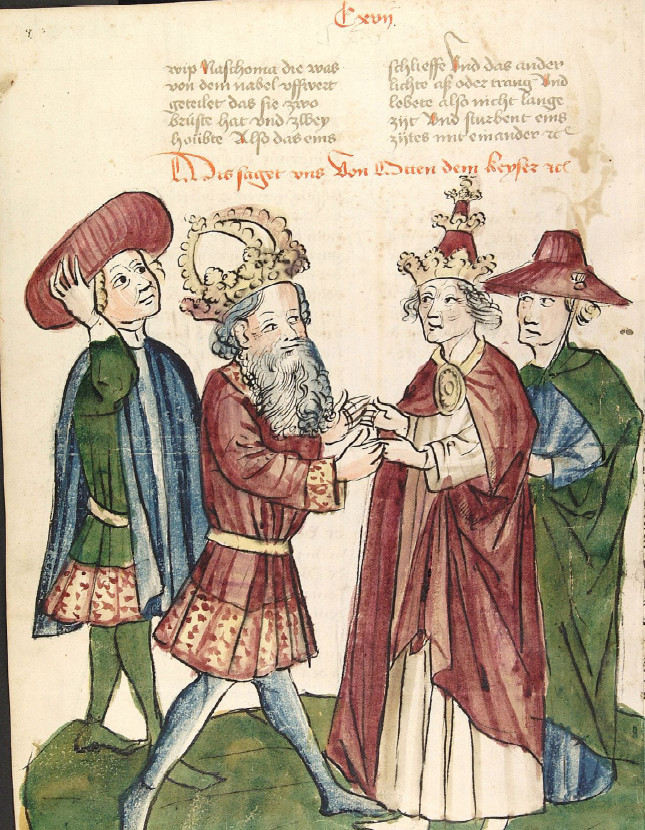
Begegnung von Otto I. und Papst Johannes XII. (nach einer Zeichnung um 1450)

Im August 961 brach Ottos Heerzug von Augsburg nach Italien auf und überquerte den Brennerpass nach Trient. Ziel war zunächst Pavia, wo Otto das Weihnachtsfest feierte. Berengar und seine Anhänger zogen sich in Burgen zurück und mieden den offenen Kampf. Ohne sich aufhalten zu lassen, zog Otto nach Rom weiter.
Am 31. Januar 962 erreichte das Heer Rom. Am 2. Februar wurde Otto von Papst Johannes XII. zum Kaiser gekrönt. Mit der Kaiserkrönung wurde eine Tradition für alle künftigen Kaiserkrönungen des Mittelalters begründet. Auch Adelheid wurde gesalbt und gekrönt und erhielt so den gleichen Rang. Dies war ein Novum: Keine einzige Gemahlin eines Karolingers war je zur Kaiserin gekrönt worden. Für das Paar verband sich die gemeinsame Krönung mit der Inanspruchnahme Italiens als ihren Besitz, für sich selbst und für ihren bereits zum König erhobenen Erben.
Nach der Kaiserkrönung bekam Otto vom Papst einen Arm der heiligen Felicitas und wohl auch das in Silber gefasste Haupt des heiligen Sebastian. Die Kaiserkrönung markierte auch den Beginn einer neuen Phase von Reliquientranslationen aus dem an Märtyrer reichen Italien nach Sachsen. Bis 962 wurden unter Heinrich und Otto Reliquien vor allem aus Westfranken importiert. Der Erwerb von Reliquien gehörte zu den Herrscherpflichten Ottos. Sachsen war nur oberflächlich christianisiert und verfügte über keine christliche Tradition. Reliquien von Heiligen waren daher begehrte Objekte.
Im Siegelbild, in der Wahrnehmung des Herrschers in historiographischen Darstellung und im Bereich der Kanzleisprache ereigneten sich in den 960er Jahren grundlegende Veränderungen. Die Darstellung des Herrschers auf den Siegeln hatte sich im Februar 962 schlagartig von fränkisch-karolingischen Vorbildern zu einer Herrscherdarstellung nach byzantinischem Vorbild verändert. Nach Hagen Keller können diese Veränderungen in der Herrschaftsrepräsentation unter Otto I. keineswegs als Folge der Kaiserkrone abgeleitet werden, sondern bereits die Übernahme der Königsherrschaft in Italien dürfte entscheidende Impulse gesetzt haben.
Eine Synode am 12. Februar dokumentierte die Zusammenarbeit von Kaiser und Papst. Um den Erfolg der Mission sicherzustellen, verfügte der Papst die Erhebung des Moritzklosters in Magdeburg zum Erzbistum und des Merseburger Laurentiusklosters zum Bischofssitz. Otto und seinen Nachfolgern wurde außerdem die Erlaubnis erteilt, weitere Bistümer zu gründen. Die Erzbischöfe von Mainz, Trier und Köln verpflichtete der Papst zur Unterstützung dieser Vorhaben. In der Urkunde hob Johannes nochmals die Verdienste Ottos hervor, die seine Erhebung zum Kaiser rechtfertigten: den Sieg über die Ungarn, aber auch die Bemühungen um die Bekehrung der Slawen. Einen Tag später stellte Otto das so genannte Ottonianum aus. Er anerkannte damit die päpstlichen Besitzrechte und -ansprüche, mit denen schon seine karolingischen Vorgänger dem amtierenden Papst die Besitzungen der römischen Kirche bestätigt hatten. Doch das Privilegium Ottonianum ging in den Verleihungen deutlich über die Vorurkunden hinaus und sprach dem Papsttum Gebiete zu, die bisher zum Königreich Italien gehörten. Anerkannt wurde der Besitz über Stadt und Dukat von Rom, das Exarchat von Ravenna, die Herzogtümer von Spoleto und Benevent und eine Fülle weiterer Besitzungen. Doch keiner der Kaiser gab die Gebiete wirklich aus der Hand, und ihr Besitz blieb bis in die Stauferzeit ein Streitpunkt in den päpstlich-kaiserlichen Beziehungen. Durch das Ottonianum wurde überdies die Papstwahl geregelt; sie sollte dem Klerus und „Volk von Rom“ obliegen. Geweiht werden durfte der Papst aber erst nach Ableistung eines Treueids auf den Kaiser. Daneben wurde über die Magdeburg-Pläne verhandelt. Otto erwirkte bei Papst Johannes XII. eine erste Gründungsurkunde, nach der das Moritzkloster in Magdeburg in ein Erzbistum umgewandelt werden sollte. Aber wieder scheiterte das Vorhaben am Widerspruch des Mainzer und Halberstädter Bischofs. Nach der Kaiserkrönung begab sich Otto zurück nach Pavia, von wo aus er den Feldzug gegen Berengar leitete, der sich 963 in die uneinnehmbare Burg San Leo bei San Marino zurückzog.

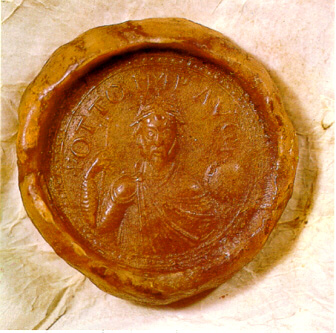
Das sogenannte Dritte Kaisersiegel (um 965) Ottos I. stellt den Herrscher nicht mehr mit Lanze und Schild dar, sondern zeigt herrscherliche Insignien (Krone, Kreuzszepter und Reichsapfel). Aus der früheren Profil- bzw. Seitenansicht wird die Frontalansicht.

Offenbar über Ottos Machtwillen verstimmt vollzog Johannes XII. im Frühjahr 963 eine unerwartete Kehrtwende. Er empfing Berengars Sohn Adalbert in Rom und schloss mit ihm ein Bündnis gegen den Kaiser. Infolgedessen musste Otto im Oktober 963 die sich über den ganzen Sommer hinziehende Belagerung Berengars abbrechen und nach Rom eilen, um seinem Anspruch wieder Geltung zu verschaffen. Zum Kampf kam es jedoch nicht, Johannes und Adalbert flohen. Otto ließ sich gleich bei seinem Einzug von den Römern eidlich versichern, niemals einen Papst zu wählen oder zu weihen, bevor sie nicht die Zustimmung oder das Votum des Kaisers und seines Mitkönigs eingeholt hätten.
In Rom saß eine Synode im Beisein des Kaisers über den Papst zu Gericht. Papst Johannes XII. antwortete brieflich mit der Androhung des Bannes gegen alle, die es wagen sollten, ihn abzusetzen. Als Reaktion ließ die Synode Johannes tatsächlich absetzen und erhob Leo VIII. zum neuen Papst, was nie zuvor ein Kaiser gewagt hatte, da nach päpstlichem Selbstverständnis nur Gott über den Nachfolger des Apostels Petrus richten durfte. Zur gleichen Zeit wurden Berengar und seine Frau Willa gefangen genommen und nach Bamberg ins Exil geschickt. So schien Ende des Jahres 963 die Rückkehr zu stabileren Verhältnissen in Italien und Rom erreicht. Doch dem abgesetzten Papst gelang es, einen Aufstand der Römer gegen Otto und Leo VIII. zu entfesseln, dessen der Kaiser zunächst Herr werden konnte. Nach seiner Abreise aus Rom nahmen die Römer jedoch Johannes XII. wieder in der Stadt auf, und Leo blieb nichts als die Flucht zum Kaiser. Eine Synode erklärte die Beschlüsse der vorherigen kaiserlichen Synode für ungültig und Leo VIII. für abgesetzt. Noch bevor es zu einer bewaffneten Auseinandersetzung kommen konnte, starb am 14. Mai 964 überraschend Johannes XII., und die Römer wählten dem kaiserlichen Verbot zum Trotz mit Benedikt V. einen neuen Papst. Otto belagerte daraufhin im Juni 964 Rom und konnte nach wenigen Wochen in die Stadt einziehen. Dort inthronisierte er Leo VIII. erneut und ließ Benedikt nach Hamburg in die Verbannung schicken.

### Rom und Magdeburg: Die letzten Jahre

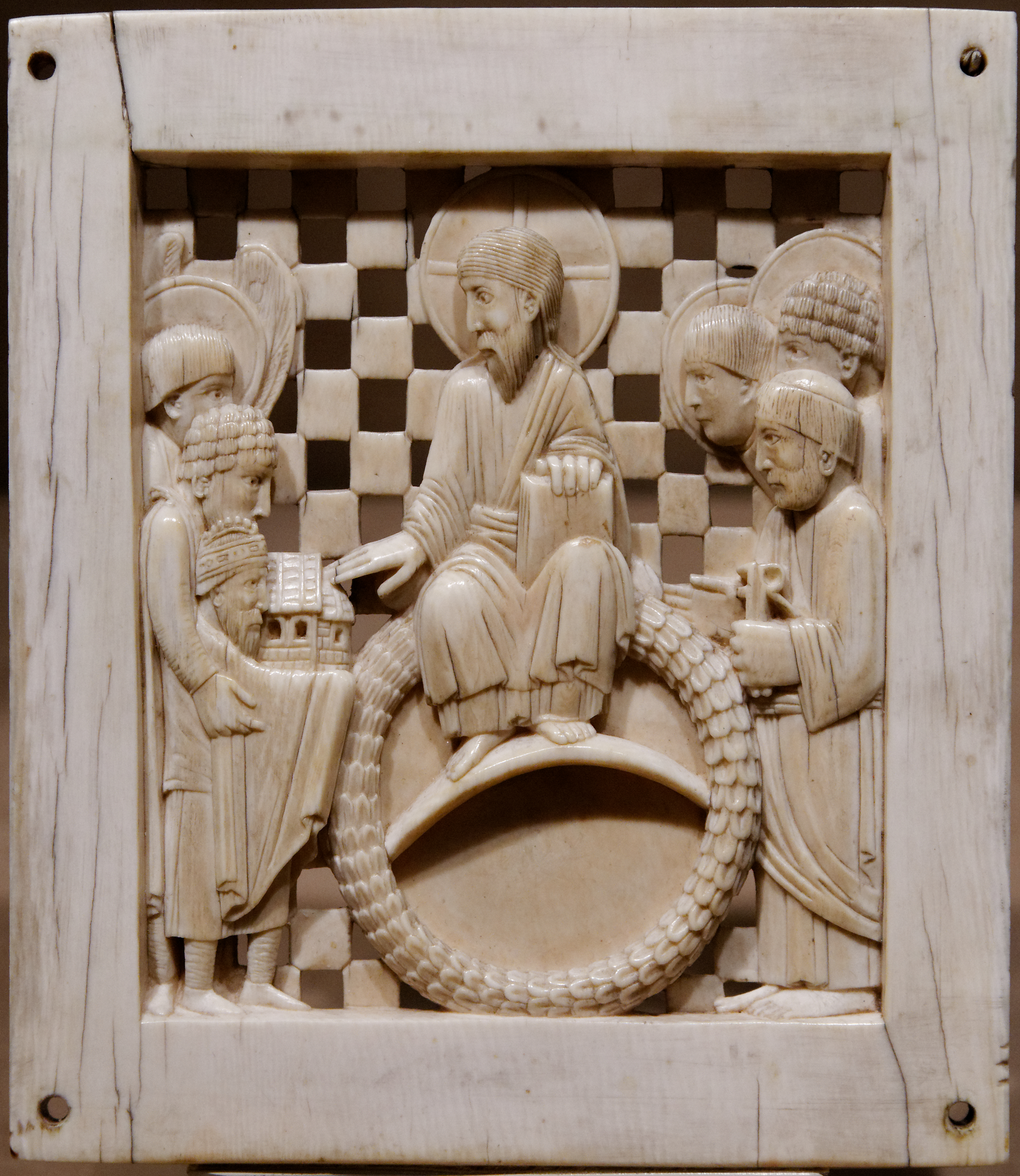
Die Elfenbeinplatte zeigt die Stiftung wohl des Magdeburger Domes durch den Kaiser, dem thronenden Christus im Beisein von Petrus und anderen Heiligen übergeben.

Nach der vorläufigen Ordnung der Verhältnisse kehrte Otto im Winter 965 in den nördlichen Reichsteil zurück. Sein Zug wurde von mehreren großen Hoffesten begleitet. Da Schriftlichkeit als Herrschaftsinstrument im 10. Jahrhundert gegenüber der Karolingerzeit an Bedeutung verlor, gewannen rituelle Akte der Herrschaftsrepräsentation an Bedeutung. Die Hoffeierlichkeiten wurden so zum wichtigsten Instrument der Herrschaftsverwirklichung. Um der Hoffnung auf dynastische Kontinuität Ausdruck zu verleihen, wurde am 2. Februar in Worms, der Stätte der Königswahl Ottos II., der Jahrestag der Kaiserkrönung gefeiert. Wenige Wochen später beging Otto in Ingelheim das Osterfest. Ein großer Hoftag Anfang Juni in Köln, bei dem nahezu alle Mitglieder der Kaiserfamilie anwesend waren, bildete hierbei den Höhepunkt.
Doch die Ruhe in Italien war trügerisch. Adalbert, der Sohn Berengars, kämpfte erneut um die Königskrone Italiens, so dass Otto den Herzog Burkhard von Schwaben gegen ihn entsenden musste, der seine Aufgabe mit Erfolg erledigte.
Nun konnte Otto seine Pläne zur Gründung des Erzbistums Magdeburg weiter verwirklichen und traf Ende Juni eine weitreichende Entscheidung. Nach dem Tod des Markgrafen Gero, der seit 937 die Hauptlast der Kämpfe an der Slawengrenze getragen hatte, entschloss sich der Kaiser, die Markgrafschaft in sechs neue Herrschaftsgebilde zu zerlegen. Die drei südlichen deckten sich in etwa mit den Sprengeln der späteren Bistümer Merseburg, Zeitz und Meißen. Am 11. Oktober 965 starb jedoch Ottos Bruder Brun, der sich seit seiner Dienstzeit in der Hofkapelle immer als loyaler Helfer seines Bruders verstanden hatte.
Am 1. Oktober wurde Papst Johannes XIII. unter Billigung des ottonischen Hofes zum Nachfolger des inzwischen verstorbenen Leo VIII. gewählt. Doch bereits zehn Wochen später wurde er von den Stadtrömern gefangen genommen und in Kampanien inhaftiert. Sein Hilferuf bewog Otto, erneut nach Italien zu ziehen. Er sollte die nächsten sechs Jahre dort verbringen.
In Worms regelte Otto im August 966 die Vertretung während seiner Abwesenheit: Erzbischof Wilhelm sollte für das Reich, Herzog Hermann für Sachsen verantwortlich sein. Dann zog er mit einer Heeresmacht über Chur nach Italien. Die Rückführung des Papstes verlief am 14. November 966 ohne Widerstand. Die zwölf Anführer der römischen Miliz, die den Papst gefangen genommen und misshandelt hatten, wurden von Kaiser und Papst mit dem Tod am Kreuz bestraft. Im Jahr 967 reisten Kaiser und Papst Johannes XIII. nach Ravenna und feierten dort das Osterfest. Auf einer darauffolgenden Synode wurde die Magdeburg-Frage erneut verhandelt. In einer Papsturkunde wurde, anders als in der Vorurkunde von 962, der Umfang der geplanten Kirchenprovinz näher definiert. Magdeburg sollte zum Erzbistum erhoben und ihm die Bistümer Brandenburg und Havelberg aus der Mainzer Diözese zugeordnet werden, außerdem sollten in Merseburg, Meißen und Zeitz neue Bistümer errichtet werden. Allerdings bedurfte es zur Verwirklichung der neuen Bistumsorganisation weiterhin der Zustimmung des Bischofs von Halberstadt und des Mainzer Metropoliten. Bernhard von Hadmersleben (923 bis 968), der Bischof von Halberstadt, hatte bis zu seinem Lebensende die Zustimmung zur Errichtung der Magdeburger Kirchenprovinz verweigert.

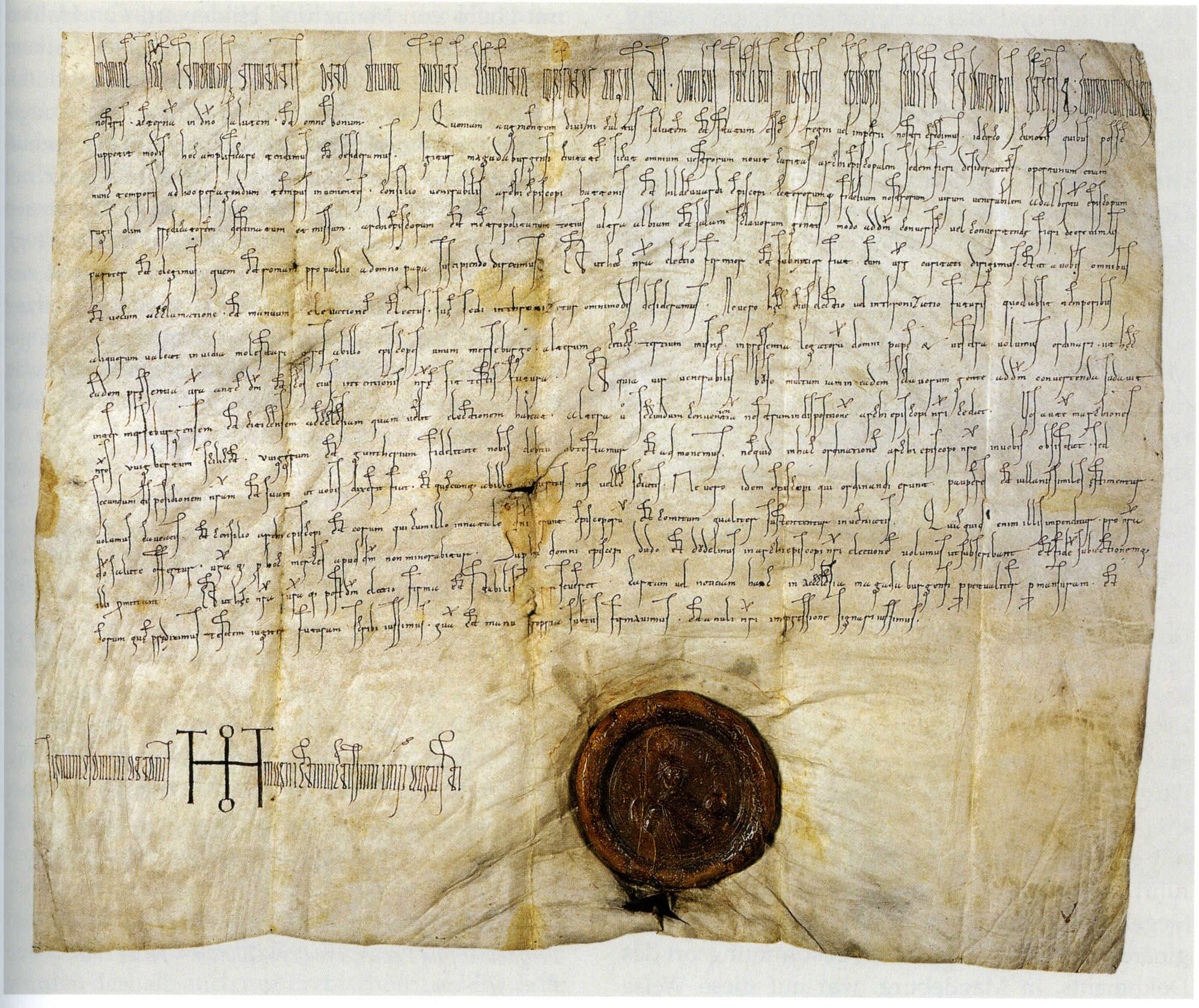
Schreiben Ottos an die sächsischen Großen zur Verkündung der Gründung des Erzbistums Magdeburg (Oktober/November 968). Magdeburg, Landeshauptarchiv Sachsen-Anhalt, Rep. U 1, Tit. I, Nr. 31

Nachdem in den ersten Monaten des Jahres 968 Bischof Bernhard von Hadmersleben, Erzbischof Wilhelm von Mainz und Königin Mathilde gestorben waren, konnten Ottos Pläne der Gründung Magdeburgs weiter Gestalt annehmen. Die Nachfolger der verstorbenen Bischöfe konnte der Kaiser vor der Investitur auf die Zustimmung zu seinen Plänen verpflichten. Er bestellte die Bischöfe Hatto von Mainz und Hildeward von Halberstadt zu sich nach Italien und erreichte von dem Halberstädter Bischof, dass Teile seiner Diözese an Magdeburg, andere an Merseburg abgetreten werden. Auch der Erzbischof Hatto gab seine Zustimmung zu der Unterstellung seiner Diözesen Brandenburg und Havelberg unter das neue Erzbistum Magdeburg. Jedoch wurde Otto in einem Brief mit nicht näher bekanntem Absender von seinem Kandidaten, dem Abt des Moritzklosters Richar, abgebracht, und er entsprach der Forderung, den Russenmissionar und Abt von Weißenburg, Adalbert, zum neuen Erzbischof von Magdeburg zu ernennen. Das neue Erzbistum Magdeburg diente vor allem der Ausbreitung des christlichen Glaubens und war von Anfang an die für Otto vorgesehene Grabstätte. Durch die schwierigen italienischen Verhältnisse konnte Otto allerdings die Errichtung des Erzbistums nicht persönlich miterleben. Erst im Frühjahr 973, viereinhalb Jahre nach ihrer Gründung, hat Otto das Erzbistum Magdeburg erstmals aufgesucht.
Parallel zu den Magdeburg-Plänen verlagerte Otto seit Februar 967 seinen Aktionsradius in den Raum südlich von Rom. Auf Zügen nach Benevent und Capua nahm er von den dortigen Herzögen Huldigungen entgegen. Da Byzanz die Oberhoheit über diese Gebiete beanspruchte und seine Herrscher sich als einzige legitime Träger des Kaisertitels sahen, verschärften sich die Konflikte mit Kaiser Nikephoros Phokas, der Otto vor allem seine Kontaktaufnahme mit Pandulf I. von Capua und Benevent übel nahm. Dennoch scheint der Byzantiner zunächst bereit gewesen zu sein, auf Frieden und Freundschaft einzugehen, woran auch Otto gelegen war, der überdies an eine purpurgeborene byzantinische Prinzessin als Braut für seinen Sohn und Nachfolger dachte. Otto versprach sich von der Eheverbindung mit der ruhmreichen makedonischen Dynastie offensichtlich Legitimation und Glanz für seinen Sohn und sein Haus. Um seine dynastischen Pläne zu fördern, forderte Otto in einem gemeinsam mit dem Papst verfassten Schreiben seinen Sohn auf, im Herbst 967 nach Rom zu reisen, um mit ihnen Weihnachten zu feiern.
Die Erhebung des jungen Otto dürfte mit der Einladung beschlossen gewesen sein. Der Vater reiste ihm bis Verona entgegen. Drei Meilen vor der Stadt wurden Otto und sein Sohn von den Römern am 21. Dezember feierlich eingeholt, und am Weihnachtstag erhob Johannes XIII. Otto II. zum Mitkaiser. Die angestrebte Ehe sollte als Katalysator eine Klärung der offenen Fragen erzielen: des Zweikaiserproblems sowie der Regelung des Herrschaftsbereichs in Italien im Rahmen eines Freundschaftsbündnisses, bei dem keine der Parteien einen Prestigeverlust hinnehmen musste. Als Folge spielten sich in den nächsten Jahren militärische Verwicklungen in Unteritalien parallel zum Gesandtschaftsverkehr ab. Um die Verhältnisse in Süditalien zu ordnen und um zu expandieren, erhoben Kaiser und Papst 969 das Bistum Benevent zum Erzbistum. Erst als Nikephoros im Dezember 969 von Johannes Tzimiskes ermordet und ersetzt wurde, ging der neue byzantinische Kaiser auf die Brautwerbung der Ottonen ein und sandte seine Nichte Theophanu, eine zwar nicht „purpurgeborene“, aber doch dem Kaiserhaus entstammende Prinzessin, nach Rom. Im Jahre 972, gleich nach der Hochzeit, wurde Theophanu am 14. April vom Papst zur Kaiserin gekrönt. Mit einer Prunkurkunde wies Otto II. als Mitkaiser seiner Gemahlin große Besitzungen zu. Durch die Heirat Ottos II. mit Theophanu entspannten sich die Konflikte in den südlichen Teilen Italiens; wie die Neuordnung der dortigen Verhältnisse konkret vorgenommen wurde, ist jedoch unbekannt. Nach den Hochzeitsfeierlichkeiten dauerte es nur wenige Monate, bis die kaiserliche Familie im August ins Reich zurückkehrte.

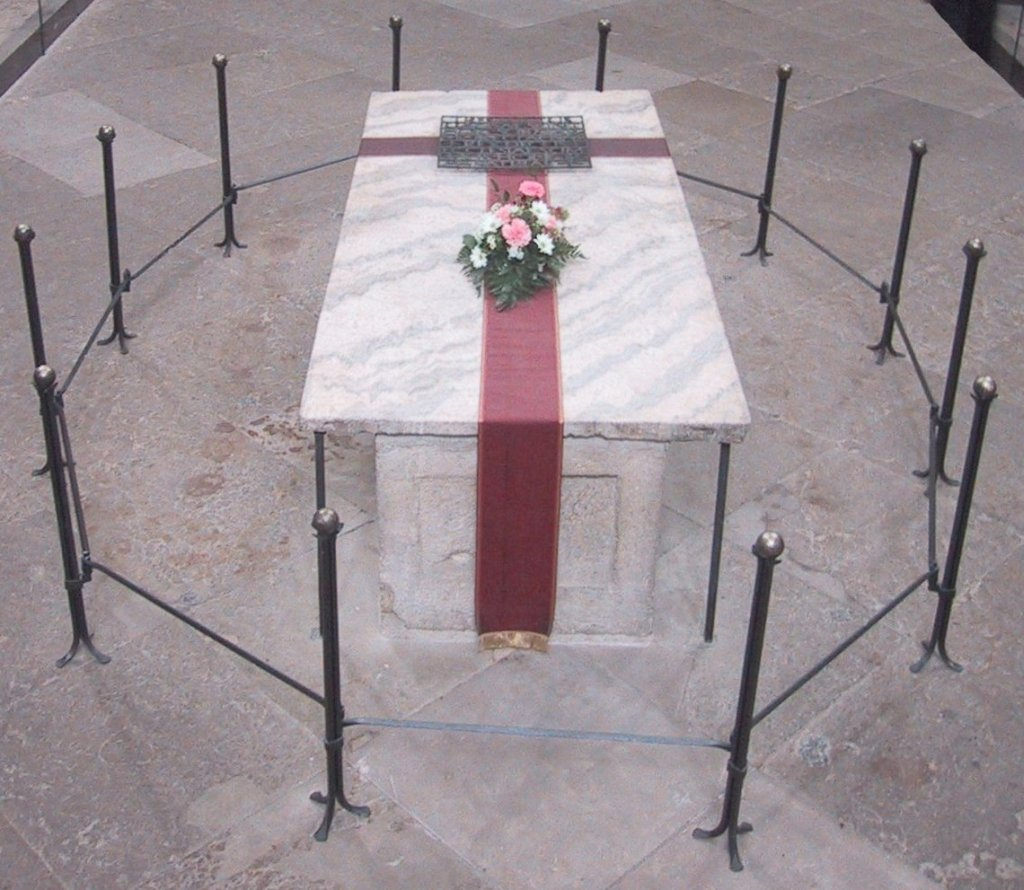
Grabstätte Ottos I. im Magdeburger Dom

Nach seiner Rückkehr in das ostfränkische Reich fand im September 972 eine Synode in Ingelheim statt. Diese behandelte vor allem die Nachfolgeregelung von Bischof Ulrich von Augsburg. Bereits in Italien hatten Otto und Ulrich sich auf Ulrichs Neffen Adalberto geeinigt. Die Synode entschied jedoch zunächst gegen den designierten Kandidaten, da Ulrichs Neffe bereits offen den Bischofsstab trug. Gelöst wurde die Krise durch einen Eid, mit dem Adalberto zu bestätigen hatte, dass er unwissentlich damit zum Ketzer geworden sei. Diese Entscheidung desavouierte deutlich die Zustimmung, die Otto der Große zu dem Plan gegeben hatte, und verdeutlicht das Selbstbewusstsein des ottonischen Episkopats. Im Frühjahr 973 besuchte der Kaiser Sachsen und feierte den Palmsonntag in Magdeburg. Diese Feier in Magdeburg stellte zugleich eine Ordnung wieder her, die im Vorjahr provokativ in Frage gestellt worden war. Ottos bis dahin treuer Stellvertreter in Sachsen Hermann Billung hatte sich von Erzbischof Adalbert wie ein König in die Stadt einholen lassen. In Ottos Pfalz hatte er dessen Platz an der Tafel eingenommen und gar im Bett des Königs geschlafen und schließlich noch dafür gesorgt, dass dies dem Kaiser gemeldet wurde. In der Usurpation des königlichen Empfangszeremoniells lag offenbar ein Protest gegen die lange Abwesenheit des Kaisers. Otto hatte sich sechs Jahre ununterbrochen in Italien aufgehalten, so dass in einem vor allem personal strukturierten Herrschaftsverband die Autorität des Königs in seiner Heimat sich zu verringern begann.
Das Osterfest am 23. März 973 in Quedlinburg zeigte den Kaiser auf dem Höhepunkt seiner Macht und die europäische Dimension seiner Herrschaft. In Quedlinburg empfing er Gesandte aus Dänemark, Polen und Ungarn, aber auch aus Byzanz, Unteritalien und Rom, ja selbst aus Spanien. Für die Bitttage und Christi Himmelfahrt gelangte Otto über Merseburg zur Pfalz Memleben. Hier erkrankte er schwer. Nach Fieberanfällen verlangte er die Sterbesakramente und starb am 7. Mai 973 an jenem Ort, wo bereits sein Vater gestorben war.
Der Übergang der Herrschaft auf seinen Sohn Otto II. erfolgte nahtlos, da die Nachfolge durch die Krönung Ottos II. bereits geregelt war. Am nächsten Tag bestätigten die anwesenden Großen den nun allein herrschenden Sohn in seinem Amt. Sein Vater wurde nach einem prunkvollen 30-tägigen Leichenzug in Anwesenheit der Erzbischöfe Adalbert von Magdeburg und Gero von Köln im Magdeburger Dom an der Seite seiner 946 verstorbenen Frau Edgith beigesetzt.

## Wirkung

### Kontinuität und Wandel unter Otto II.

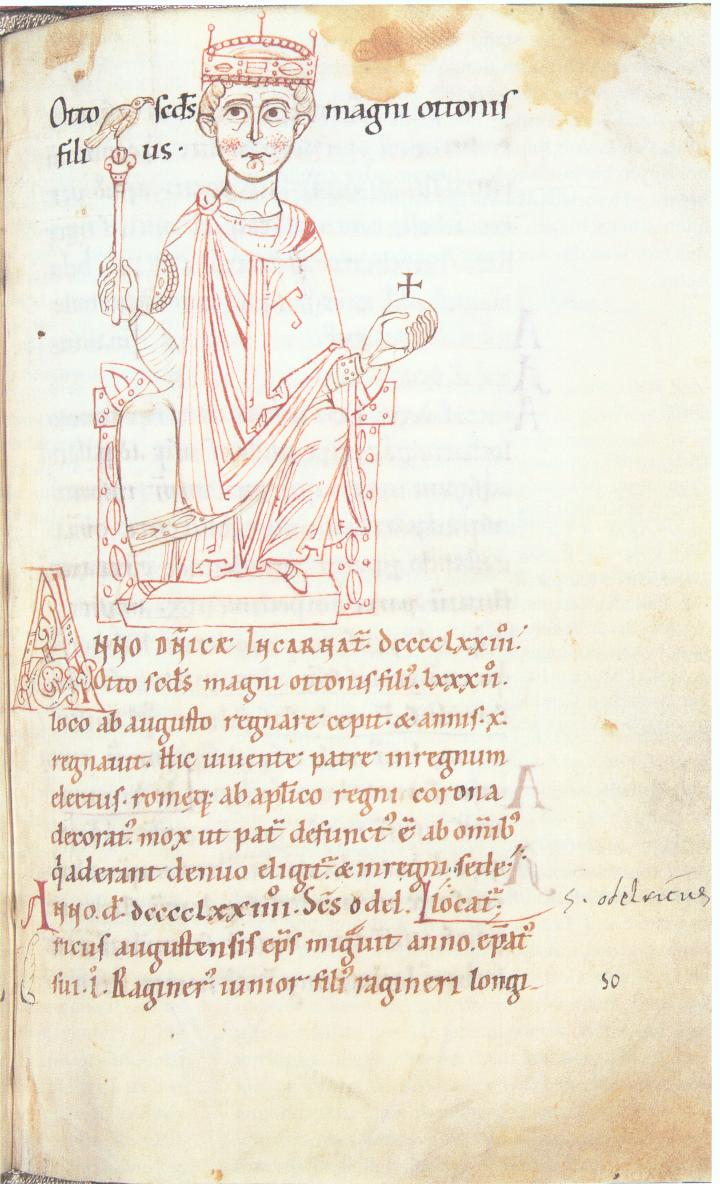
Bild Ottos II. in der anonymen Kaiserchronik für Kaiser Heinrich V. (Cambridge, Corpus Christi College, Ms. 373, fol. 47r)

In Italien bestanden die ungelösten Probleme aus dem letzten Jahrzehnt seines Vaters fort, das heißt vor allem die Herrschaft über Italien und die Verantwortung für das Papsttum. In der Italienpolitik brach Otto II. mit der Tradition seines Vaters. Im Verhältnis zu Venedig, das sich seit jeher mit Erfolg gegen die territoriale Eingliederung in das Kaiserreich und die politische Unterordnung zur Wehr gesetzt hatte, ging der neue Kaiser massiv vor – ohne Rücksicht auf die langjährigen einvernehmlichen, seit 812 vertraglich geregelten Beziehungen zwischen Venedig und dem Reich.
Während die erste von Otto II. im Januar oder Februar 981 angeordnete Handelsblockade Venedig kaum beeinträchtigte (vgl. Wirtschaftsgeschichte der Republik Venedig), fügte die zweite im Juli 983 Venedig erhebliche Schäden zu und spaltete ihre Herrschaftsgruppe. Nur der frühe Tod Ottos II. verhinderte möglicherweise die drohende Unterwerfung Venedigs unter das Imperium.
Otto I. hatte sich noch darauf beschränkt, die Fürstentümer Capua, Benevent und Salerno lehnsrechtlich an sich zu binden; sein Sohn verfolgte erheblich weiter gehende Ziele. Otto II. unternahm große Anstrengungen, sie politisch wie kirchlich intensiver und unmittelbarer seiner Kaiserherrschaft zu unterwerfen.
Auch im religiösen und monastischen Bereich beschritt Otto II. neue Wege: Mönchtum und Klöster sollten als herrschaftstragende und -stabilisierende Faktoren im Reichsgefüge dienen. Während Otto der Große in 37 Regierungsjahren mit St. Mauritius in Magdeburg nur ein einziges Kloster gründete, darf Otto II. für mindestens vier Klöster – Memleben, Tegernsee, Bergen bei Neuburg/Donau und Arneburg – den Rang eines Gründers oder Mitstifters beanspruchen. Die aktive Einbindung des Mönchtums in die kaiserliche Politik bildete geradezu eine Grundkonstante in seinem Verhältnis zum Klosterwesen, dessen Vertreter er mit zentralen politischen Funktionen betraute.
Das Vorhaben, eine Kirchenprovinz einzurichten, ist mit der Gründung des Erzbistums Magdeburg auch nach 968 nicht zur Ruhe gekommen. Die Regelung vieler Details, angefangen mit der genauen Grenzziehung bis hin zur Ausstattung der neuen Bistümer, musste Otto seinem Nachfolger und dessen Helfern überlassen. Otto II. nutzte 981 die erste Gelegenheit zur Aufhebung des Bistums Merseburg, indem er dessen Bischof Giselher auf den Magdeburger Erzstuhl setzte. Dieser Schritt scheint längerfristig geplant und mit den wichtigsten Bischöfen abgesprochen gewesen zu sein. Was den Ausschlag für die Abkehr vom Werk Ottos des Großen gab, ist unbekannt.
Ein Jahr nach der Aufhebung Merseburgs wurde das kaiserliche Heer bei Crotone von Truppen der muslimischen Kalbiten in Süditalien vernichtend geschlagen. Ein weiteres Jahr später erhoben sich die slawischen Stämme jenseits der Elbe erfolgreich gegen die ottonische Herrschaft. Schließlich verstarb der Kaiser noch 983 mit 28 Jahren und hinterließ einen erst dreijährigen Sohn.

### Kultureller Aufschwung

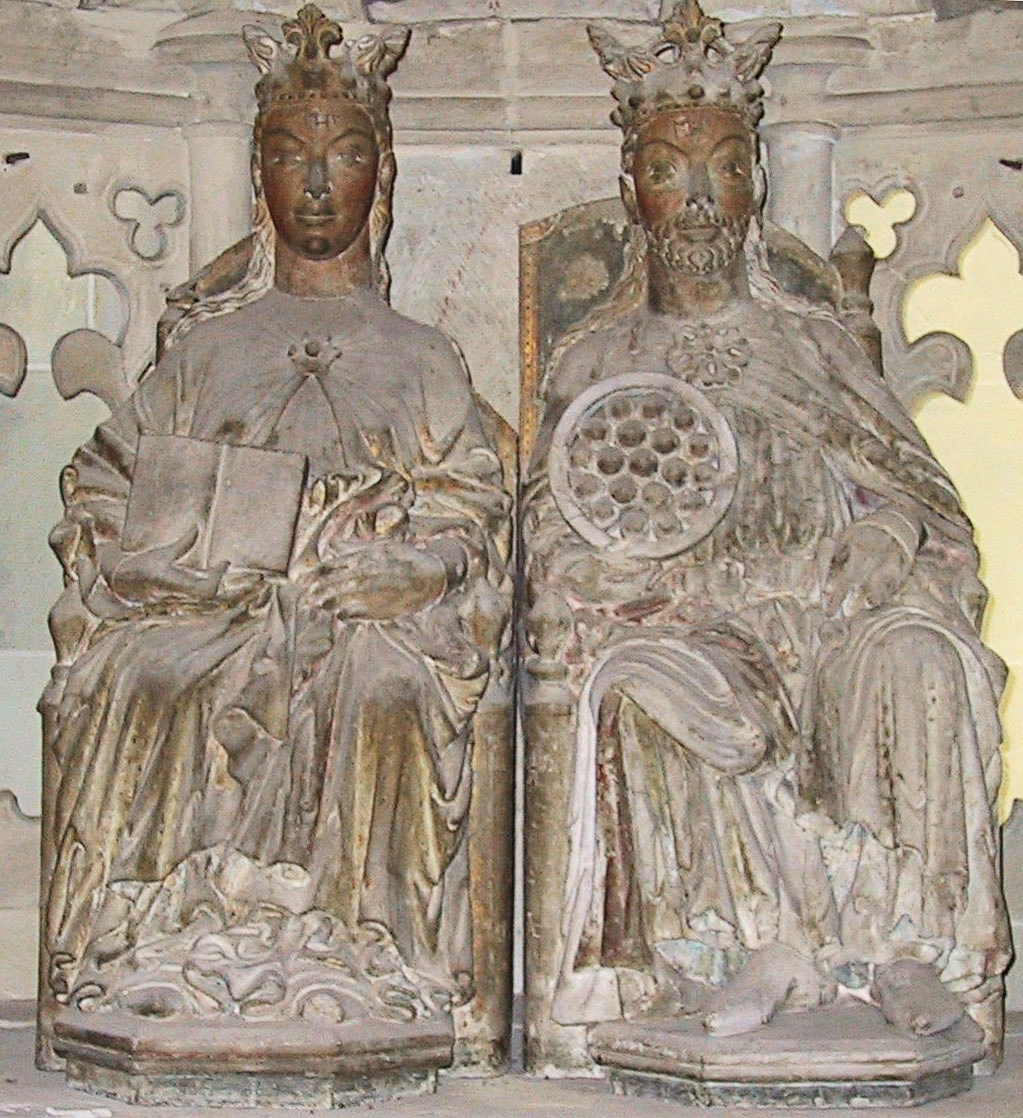
Herrscherpaar, um 1250, im Magdeburger Dom. Das thronende Herrscherpaar wurde als Otto und Edgith angesehen, dürfte aber vielmehr Jesus als Weltenherrscher und die Kirche dargestellt haben.

Der Zerfall des großfränkischen Reiches hatte zu einem Niedergang des kulturellen Lebens geführt. Erst seitdem Heinrich I. die neue Herrschaftsordnung eingeführt und Otto sie mit dem Ungarnsieg 955 endgültig gesichert hatte, konnte es wieder erblühen. Dieser kulturelle Aufschwung kann in zwei Phasen eingeteilt werden. Während der ersten Phase sicherte der Königshof die materiellen Verhältnisse und schuf damit die Grundlage für den Aufstieg. Der Herrschaftserfolg Ottos brachte neue Einnahmequellen, etwa Tribute aus dem Slawengebiet im Osten und die neu erschlossenen Silberadern im Harz. Diese kamen auch den Kirchen zugute.
Die zweite Phase war durch das Wirken von Ottos geistlichem Bruder Brun bestimmt. Als Leiter der Hofkapelle und Erzbischof von Köln bemühte Brun sich besonders um die Förderung der Domschulen, aber auch der Kunst und des Kirchenbaus. Nach seinem Vorbild entstanden Domschulen in Magdeburg, Würzburg und an zahlreichen anderen Orten. Daneben behielten Klöster wie Fulda, St. Gallen, St. Emmeram / Regensburg oder Corvey ihren Platz als Zentrum der Bildung. Die von Otto geförderten Frauenstifte waren es schließlich, welche die so genannte Ottonische Renaissance einläuteten. Die bedeutendsten Werke der Zeit entstanden in dem Bistum und den Klöstern, die dem König am engsten verbunden waren. Widukind von Corvey und Hrotsvith von Gandersheim bekannten voller Stolz, dass der König und seine Erfolge sie zu ihren Werken beflügelt hätten.
Bischöfe wie Gero von Köln oder Willigis von Mainz wetteiferten im Kirchbau und zogen Buchmaler, Goldschmiede oder Bronzegießer an sich, um die Liturgie ihrer Kirchen immer prachtvoller zu gestalten. Die in Austausch und Konkurrenz verschiedener Zentren sich entwickelnde ottonische Kunst griff auf spätantike und karolingische Traditionen zurück und verarbeitete zeitgenössische byzantinische Anregungen, ohne dass sich der Anteil der verschiedenen Einflüsse jeweils genau abgrenzen ließe.

### Urteile der mittelalterlichen Geschichtsschreibung
Im 10. Jahrhundert ging der Stellenwert von Schriftlichkeit als Instrument der Herrschaftspraxis und Kommunikation gegenüber der hochkarolingischen Zeit enorm zurück. Erst seit der Mitte des 10. Jahrhunderts entstand mit den Werken Widukinds, Liudprands, Hrotsvits, den Mathildenviten und Thietmars Chronik eine ganze Reihe von Geschichtswerken, die sich vor allem dem ottonischen Herrscherhaus widmeten. Die Autoren legitimierten Ottos Königtum mit drei Strategien: dem ausdrücklichen Willen Gottes (göttliche electio), der Anerkennung Ottos durch die kirchlichen und weltlichen principes (Fürsten) und der Stärkung des dynastischen Prinzips.
Der ottonische Geschichtsschreiber Widukind von Corvey gilt als „Kronzeuge“ für die Geschichte Ottos I. Er schrieb mit den Res gestae Saxonicae eine „Geschichte der Sachsen“, die bis zu deren sagenhafter Landnahme im 6. Jahrhundert zurückreicht und Otto als einen alles Vorherige überbietenden Höhepunkt in der Geschichte der Sachsen darstellt. Für Widukind war Otto gar „das Haupt der ganzen Welt“ (totius orbis caput). Sein Geschichtswerk widmete er Ottos Tochter Mathilde, um sie mit den Taten ihres großmächtigen Vaters (pater potentissimus) und ruhmreichen Großvaters (avus gloriosissimus) vertraut zu machen. Ihm muss daher klar gewesen sein, dass der Inhalt seines Werkes dem Herrscher bekannt werden würde. Mehrfach betonte er, dass „devotio“ (Ergebenheit) ihn beim Schreiben geleitet habe, und er bittet um „pietas“ (Milde) der hohen Leser bei der Aufnahme seines Werkes. So begann Widukind etwa seinen Bericht über Friedrich von Mainz, der gegen Otto aufständisch geworden war, mit der beschwörenden Versicherung: „Den Grund des Abfalls mitzuteilen und die königlichen Geheimnisse (regalia mysteria) zu enthüllen, steht mir nicht zu. Doch glaube ich, der Geschichte genügen zu müssen. Lasse ich mir dabei etwas zuschulden kommen, möge man es mir verzeihen.“ Solche Bescheidenheits-Topoi finden sich allerdings häufig in der Geschichtsschreibung.
Widukind enthüllte dabei eine überraschende Legitimationsstrategie, indem er die Kaiserkrönung überging und eine gleichsam „romfreie Kaiseridee“ entwickelte. An die Stelle der Sakralisierung durch Papst und Kaiserkrönung trat eine Akklamation des Kaisers durch die siegreichen Heere. Der Sieg Ottos auf dem Lechfeld wurde zum eigentlichen Akt der Herrschaftslegitimation. Neben dieser Vorstellung der Kaiserkrönung im Stile antiker Soldatenkaiser vermischten sich bei Widukind auch germanische und christliche Vorstellungen von Herrschaft und Heldentum. Der Kaiser ist kein universaler Herrscher, sondern ein germanischer rex gentium, ein Oberkönig über die Völker. Zum Schluss preist der Geschichtsschreiber die Errungenschaften der langen Herrscherzeit Ottos I.: „Der Kaiser hat mit väterlicher Huld regiert, seine Untertanen von den Feinden befreit, die Awaren, die Sarazenen, Dänen und Slawen besiegt, Italien unterworfen, die Götzenbilder der heidnischen Nachbarn zerstört sowie Kirchen und geistliche Gemeinschaften eingerichtet.“
Liudprand von Cremona stand zunächst in den Diensten Berengars von Ivrea. Nach einem Zerwürfnis mit ihm fand er Zuflucht bei Otto und wurde von ihm 961 zum Bischof von Cremona ernannt. In seinem Hauptwerk Antapodosis (Vergeltung) wollte Liudprand die Taten aller Herrscher Europas darstellen. Der Titel Vergeltung weist auch auf eine persönliche Abrechnung mit König Berengar hin, den Liudprand als Tyrannen zu brandmarken sucht. Ottos Königtum ist für Liudprand gottgewollt (göttliche electio). Heinrich I. sei ein demütiger Herrscher gewesen, der seine Krankheit überwunden und die Ungarn (933) besiegt habe. Otto I. sei sein würdiger Nachfolger, der ebenfalls mit Gottes Hilfe seine Feinde überwinde. Liudprand kannte den byzantinischen Hof von mehreren Gesandtschaften. Seine ironische Darstellung des byzantinischen Hoflebens dient dem größeren Ruhme Ottos, sie sollte als Gegenbild dessen Herrschaft verherrlichen.
Für den Geschichtsschreiber Thietmar von Merseburg bildete die für Merseburg erbrachte Leistung ein wesentliches Kriterium für die Beurteilung der ottonischen Herrscher. Thietmar umschrieb etwa vierzig Jahre nach Ottos Tod dessen Herrschaftszeit mit den Worten: „In seinen Tagen erstrahlte das goldene Zeitalter!“ (Temporibis suis aureum illuxit seculum) Er feierte Otto als den bedeutendsten Herrscher seit Karl dem Großen.
Charakteristisches Merkmal aller drei Darstellungen ist, dass sie Otto als Werkzeug Gottes zeigen, als einen König, der seine Stärke daraus gewinnt, dass er auf rechtem Wege wandelt und deshalb mit Gottes Schutz und Hilfe rechnen kann. In den Geschichtswerken, die am Ende seines Lebens oder kurz danach entstanden, wird Otto der Große meist zum Helden stilisiert. Die Werke rühmen seine Erfolge, loben seine Amtsführung und bescheinigen ihm vielfältig, dass er alle Eigenschaften besessen habe, über die ein König verfügen sollte. Jedoch hat sich aus der Ottonenzeit auch ein anonymer Geschichtsschreiber erhalten, der Otto nicht nur kritisiert, sondern auch dessen Leben durch göttliche Rache beendet sieht. Diese Darstellung stammt aus Halberstadt, wo man Otto nicht verzieh, dass er zugunsten der Gründung des Erzbistums Magdeburg und des Bistums Merseburg die Halberstädter Diözese erheblich verkleinert hatte. Mit zunehmender zeitlicher Distanz setzte die Historiographie mit Ottos Sieg über die Ungarn, seine Erlangung der Kaiserwürde und die Gründung des Magdeburger Erzbistums drei Schwerpunkte.
Der Beiname „der Große“ ist bereits von Zeitgenossen bezeugt, jedoch zunächst im Sinne einer Altersbezeichnung („der Alte“) zur Unterscheidung von Otto II. Spätestens seit dem mittleren 12. Jahrhundert durch die Weltchronik Ottos von Freising gilt magnus als festes Namensattribut. Otto von Freising befand: Otto habe das Kaisertum von den Langobarden zu den „deutschen Ostfranken“ (ad Teutonicos orientales Francos) zurückgebracht und sei vielleicht deshalb als erster König der Deutschen (rex Teutonicorum) genannt worden, obgleich das Reich doch das fränkische geblieben sei, in dem nur die herrschende Dynastie gewechselt habe.
Im späten 13. Jahrhundert nannte der Dominikaner-Chronist Martin von Troppau Otto den Großen den ersten Kaiser der Deutschen (primus imperator Theutonicorum).

### Geschichtsbilder und Forschungsperspektiven
Die Zeit der Ottonen geriet seit dem 19. Jahrhundert in das Zentrum nationaler Geschichtsbilder. Die Historiker suchten im Mittelalter nach den Gründen für die verspätete Nationsbildung. Das Reich Heinrichs I. und Ottos I. galt als der erste eigenständige Staat der Deutschen. Otto habe durch seinen Sieg in der Lechfeldschlacht 955 gegen die Ungarn, der Gewinnung Italiens und 962 durch den Erwerb der Kaiserkrone Deutschland den ersten Platz unter den europäischen Völkern verschafft. Mit der Gründung des Erzbistums in Magdeburg leitete Otto außerdem die Ostbewegung ein. Heinrich und Otto galten für Jahrzehnte im Mittelalterbild der Deutschen als Gründer des Deutschen Reiches. Erst durch die Forschungen der letzten Jahrzehnte zur Nationsbildung sind solche ehemals als sicher geltende Vorstellungen verloren gegangen. Die moderne Mediävistik sieht heute das Deutsche Reich in einem Prozess entstanden, der im 11. und 12. Jahrhundert noch nicht abgeschlossen war.
Unter dem Aspekt nationaler Interessen wurde im Sybel-Ficker-Streit des 19. Jahrhunderts die Italienpolitik gegen die Ostpolitik ausgespielt, die durch die Fixierung auf Italien verhängnisvoll gewesen sein soll. Die historische Ostpolitik rückte in den Blickpunkt, als man versuchte, die nationale Gestaltung Deutschlands, die sogenannte großdeutsche oder kleindeutsche Lösung, mit historischen Argumenten zu entscheiden.
Ausgelöst wurde der Streit um die deutsche Kaiserpolitik des Mittelalters im Jahr 1859 von Wilhelm Giesebrecht. Er verklärte die Kaiserzeit als „Periode, in der unser Volk, durch Einheit stark, zu seiner höchsten Machtentfaltung gedieh, wo es nicht allein frei über sein eigens Schicksal verfügte, sondern auch anderen Völkern gebot, wo der deutsche Mann am meisten in der Welt galt und der deutsche Name den vollsten Klang hatte“. Der preußische Historiker Heinrich von Sybel widersprach Giesebrecht energisch. Für Sybel war Otto „kein Erretter Deutschlands und Europas aus dem wüsten Elend einer kaiserlosen Zeit“. Dem deutschen Reich aber und dem deutschen Königtum „erwuchs kein Heil aus dem so errungenen kaiserlichen Glanze.“ Die Expansion in den Osten als das natürliche Ziel des deutschen Volkes zu sehen, war seine Kernforderung. Nach Sybel hätten Karl der Große, Otto der Große, auch der Rotbart Friedrich sie nicht gefördert, sondern leichtfertig aufs Spiel gesetzt und somit die Kaisermacht vergeudet. Giesebrecht konterte 1861, dass sein politisches Weltbild und sein Vergangenheitsbild sich von jenem Sybels nur in der Himmelsrichtung unterscheiden. Machtentfaltung und weltbeherrschender Einfluss zählte er auch zu seinen Standards.
1861 schaltete sich Julius Ficker in den Historikerstreit ein und warf Sybel anachronistische Positionen vor: Eine deutsche Nation habe es zu Ottos Zeit noch nicht gegeben; Schuld am Niedergang trage nicht das Kaisertum, vielmehr Barbarossas maßloses Ausgreifen nach Sizilien. Leopold von Ranke blieb abseits des Streites. Er deutete Ottos Kaisertum eher aus dem Gegensatz von romanischer und germanischer Welt als aus der Italien- oder Ostpolitik, wobei jene durch die Kirche, diese durch den Kaiser aus Sachsen repräsentiert gewesen seien. Die Folge war, dass damals neue Forschungsansätze und Fragestellungen wie etwa Karl Lamprechts Kulturgeschichte keine Beachtung fanden. Der Streit, bei dem sich die Positionen klein- oder großdeutsch, preußisch oder österreichisch, protestantisch oder katholisch abwechselten, erschloss zugleich europäische Perspektiven.
Ernst Dümmler sah 1876 in seiner bis heute ausführlichsten Darstellung von Ottos Regierung einen „jugendkräftigen Aufschwung“, einen „nationalen Zug“ unter diesem Kaiser „durch die Herzen des Volkes“ gehen, „das damals zuerst anfieng, … sich das deutsche zu nennen und deutsch zu fühlen“. Der Historiker-Streit spaltete die Geschichtswissenschaft und prägte noch im frühen 20. Jahrhundert die Urteile der Historiker. Obgleich Heinrich Claß 1926 „freudiger Stolz“ auf Ottos Leistung erfüllte, verurteilte er dennoch seine Italienpolitik als „verhängnisvoll und unglücksschwanger“. 1936 widmete Robert Holtzmann seine Biographie Ottos „dem deutschen Volke“ mit dem Bemerken, dieser habe „der deutschen Geschichte des Mittelalters Weg und Ziel gewiesen, die deutsche Kaiserzeit nicht nur eingeleitet, sondern auf Jahrhunderte hinaus wahrhaft beherrscht“.
Im Nationalsozialismus begann für die Ideologen unter Heinrich I. „die nationale Sammlung der Deutschen“, unter Otto dem Großen „der bewußte Versuch nationaler Aufrichtung und Kultivierung“. Dieser Tenor wurde bald von allen Schulungszentren der Partei bis hin zum „Völkischen Beobachter“ verbreitet. Hingegen wollten Heinrich Himmler und preußisch orientierte Historiker wie etwa Franz Lüdtke oder Alfred Thoss zunächst einzig in Ottos Vater Heinrich I. den Stifter des deutschen Volkes sehen. Das änderte sich mit dem „Anschluss“ Österreichs und dem damit „großdeutsch“ gewordenen Reichsanspruch. Albert Brackmann als der damals einflussreichste und höchstrangige Historiker verfasste auf Einladung Himmlers unmittelbar nach Kriegsbeginn die Schrift „Krisis und Aufbau in Osteuropa. Ein weltgeschichtliches Bild“, die im SS-eigenen Ahnenerbe-Verlag noch 1939 erschien und von der 7000 Exemplare zu Schulungszwecken auch von der Wehrmacht bestellt wurden. Ottos Plan, dem Magdeburger Erzbistum „die ganze Slawenwelt zu unterstellen“, wird darin als „der umfassendste Plan, den je ein deutscher Staatsmann hinsichtlich des Ostens gefasst hat“, dargestellt.
Adolf Hitler schloss sich der Sybelschen Einschätzung mit einer günstigeren Sicht auf Otto an. Er nannte in Mein Kampf drei wesentliche und bleibende Erscheinungen, die aus dem „Blutmeer“ der deutschen Geschichte hervorgegangen seien: Die nach der Lechfeldschlacht erfolgende Eroberung der Ostmark, die Eroberung des Gebietes östlich der Elbe und die Schaffung des brandenburgisch-preußischen Staates. Folglich nannte er „Die militärische Weisung für den Einmarsch in Österreich vom 11. März 1938“ das erste Dokument seiner Tätigkeit als neuer Oberbefehlshaber der Wehrmacht, „Unternehmen Otto“, das mit der Weisung zur Umbenennung Österreichs in „Ostmark“ vom 24. Mai 1938 abgeschlossen wurde. Hitlers neuer Generalstabschef Franz Halder, unbeteiligt am „Unternehmen Otto“, arbeitete 1940 den Feldzug gegen Russland als „Plan Otto“ aus. Zur Vermeidung einer Doppelung wurde daraus das „Unternehmen Barbarossa“.
Noch 1962 vernahm man anlässlich des Millenniums der Kaiserkrönung von Leo Santifaller, Otto habe „eine feste Konzeption eines starken deutschen Gesamtstaates in sich“ getragen, es sei ihm gelungen, „das Reich im Innern zu einigen und nach außen die feindlichen Angriffe erfolgreich abzuwehren, das Reichsgebiet zu erweitern und den deutschen Einflussbereich nahezu über ganz Europa auszudehnen – so zwar, daß man das Imperium Ottos I. als einen … Versuch einer europäischen Einigung bezeichnen kann“.
Solche Töne der Begeisterung über eine nationale Erfüllung im 10. Jahrhundert einschließlich ihrer europäischen Aufgipfelung sind heute in Fachkreisen so gut wie verstummt. Seit den 1980er Jahren veränderte sich die Perspektive auf Otto I. nachhaltig. Die Mediävistik kam durch Untersuchungen zur Herrschaftsorganisation und zur Bedeutung von zeremoniellen und symbolischen Handeln zu neuen Erkenntnissen über die Funktionsweisen mittelalterlicher Königsherrschaft im 10. Jahrhundert. In der Doppelbiografie von Gerd Althoff und Hagen Keller (1985) gelten die beiden ersten Ottonen Heinrich I. und Otto I. nicht mehr als Symbole für Deutschlands frühe Macht und Größe, sondern eher als ferne Repräsentanten einer archaischen Gesellschaft. Im Jahr 2001 sah Johannes Laudage den „Strukturwandel, den Otto I. innerhalb des Herrschaftsgefüges angestrebt und schließlich auch weitgehend durchgesetzt hat“, als eine seiner bedeutendsten Taten an. Dieser Wandel bestand im Wesentlichen in einer stärkeren „Akzentuierung seiner Entscheidungsvollmacht und Autorität“. Zur 1100. Wiederkehr von Ottos Geburtstag legte Matthias Becher 2012 eine Biografie vor. Nach Becher haben „Ottos Erfolge und der Erwerb der Kaiserkrone […] der deutschen Geschichte jedenfalls entscheidende Impulse verliehen“.

### Nachleben in Magdeburg

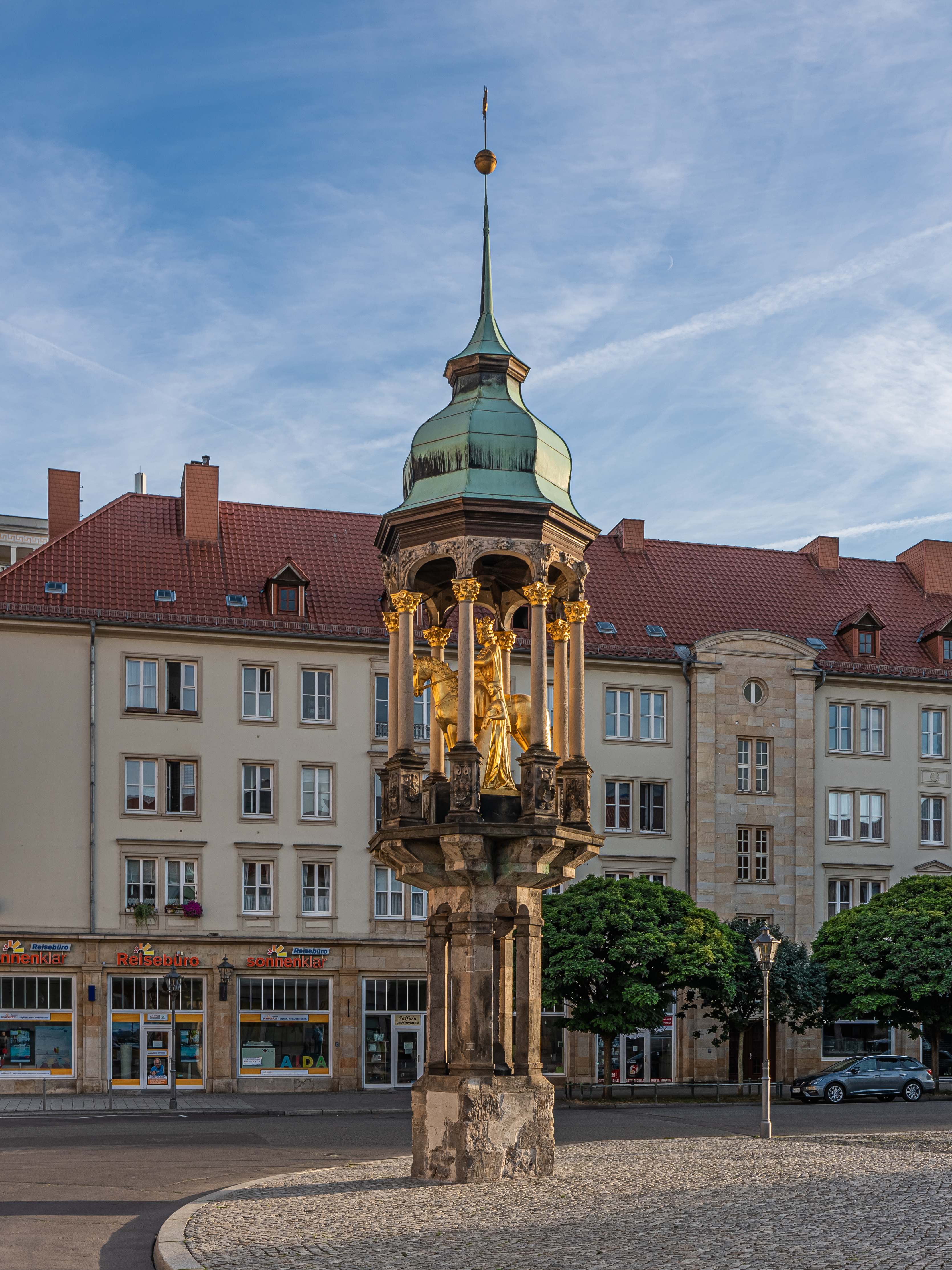
Magdeburger Reiter; Kopie auf dem Alten Markt in Magdeburg von 1961 (nach Neuvergoldung 2000)

Im Gegensatz zu Karl dem Großen ist Otto nie als Sagengestalt populär geworden. Vielmehr stehen alle Bilder, die von dem ersten Sachsenkaiser nach seinem Tode geschaffen wurden, in Zusammenhang mit Magdeburg. Die Bedeutung Magdeburgs für die Herrschaft Ottos geht auch aus der Häufigkeit seiner Aufenthalte hervor. Verschiedene Urkunden und andere schriftliche Überlieferungen bezeugen, dass Otto der Große das von ihm begünstigte Magdeburg zeit seines Lebens mindestens 23 mal aufgesucht hat. An keinem anderen Ort ist ein häufigerer Aufenthalt nachzuweisen. Das liturgische Gedenken für Ottos Seelenheil wurde über Jahrhunderte vom Magdeburger Domkapitel gepflegt. Jedoch ist zu keiner Zeit eine Steigerung zum Heiligenkult eingetreten.
In der Regierungszeit des Erzbischofs Hartwig von Magdeburg (1079–1102) wurden Münzen geprägt, die auf der einen Seite eine stilisierte Stadtansicht mit der Umschrift + MAGAD(A)BVRG, auf der anderen Seite das Bild eines Erzbischofs zeigen, der durch seinen Bischofsstab gekennzeichnet ist, allerdings mit der Umschrift OTTO IM(P) AVGV + (Otto imperator augustus) umgeben ist. Diese Münzen werden mit dem 150-jährigen Bestehen des Erzbistums Magdeburg in Verbindung gebracht.
Im 12. und noch zu Beginn des 13. Jahrhunderts entstanden unter dem Einfluss der Magdeburger Gießhütte die „Otto-Schalen“, die weite Verbreitung im Elbe-Saale-Gebiet und im südlichen Ostseeraum fanden. Von besonderer Qualität ist dabei eine in Halle gefundene und auf die Zeit um das Jahr 1200 datierte „Otto-Schale“, in deren Mitte sich ein Medaillon mit der Darstellung eines gekrönten und inschriftlich als „OTTO“ bezeichneten Mannes befindet. Die Umschrift HIER(RUSALEM V)ISIO PACIS („Jerusalem, Erscheinung des Friedens“) lässt einen inhaltlichen Zusammenhang mit Kreuzzugsgedanken vermuten. Im Sachsen des 12. Jahrhunderts richteten sich diese besonders gegen die heidnischen slawischen Nachbarn, an die das Erzbistum nach dem Liutizenaufstand von 983 einen Großteil seiner Suffragane verloren hatte. Die Missionare stellten sich mit der Darstellung Ottos des Großen in dessen Tradition.
Für die vielleicht in Magdeburg entstandene Sächsische Weltchronik zählte das Kaisertum Ottos des Großen zu den neun wichtigsten Ereignissen der Weltgeschichte von Christi Geburt bis 1229. Für Magdeburg ebenfalls bedeutend war das seit 1844 nicht wieder gehobene Kaisergrab. Laut seiner 1501 beschriebenen Grabinschrift wurde Otto der Große als „summus honor patriae“ (der höchste Ruhm des Vaterlandes) gefeiert. Um 1240 entstand mit dem Magdeburger Reiter das bedeutendste Denkmal für das Nachleben Ottos des Großen in Magdeburg. Die Skulptur stellt beinahe in Lebensgröße einen hochmittelalterlichen Herrscher zu Pferd dar. Die Deutung des Reiterstandbildes ist indes weiterhin strittig.
Für die Bürger Magdeburgs galt Otto nicht nur als Stifter des Erzbistums, sondern auch als Gründer der Stadt und großer Privilegiengeber. So wurde das Reiterdenkmal schon sehr früh in diesen Bedeutungsstrang mit einbezogen. Die Stadt sah in dem Reiter eine steinerne Urkunde, ein zum Monument gewordenes Denkmal der Privilegien Ottos des Großen. In der wohl vom städtischen Ratsschreiber Heinrich von Lammespringe Mitte des 14. Jahrhunderts begonnenen Schöppenchronik wird zum Jahr 938 unter der Überschrift „Koning Otto gaf der stad Magdeborch water und weide“ der von Kaiser Otto verliehenen Privilegien gedacht.
Zur Erinnerung an die Stadtgründung Magdeburgs ließ die Stadt 1622 Münzen prägen, die als sogenannte Hurenkarren- oder Venustaler bekannt wurden, und den Kaiser zu Pferd im Harnisch mit Szepter zeigen.
Otto wurde noch im Spätmittelalter als erster Stadtherr gewürdigt, bis die Stadt 1666 im Kloster Berge ihre politische Eigenständigkeit verlor. Magdeburg etablierte sich nun als brandenburgische Stadt, später als preußische Landes- und Garnisonstadt. Volkstümlichere Denkmäler gewannen nun an Bedeutung.
Erst im 19. Jahrhundert wurden Otto wieder bedeutendere Denkmäler gewidmet und er fand Eingang in die Literatur, welche besonders die psychologische Komponente der Kämpfe Ottos gegen seine Verwandten thematisierte.
Unter den Herrschern Friedrich Wilhelm III., Friedrich Wilhelm IV. und Wilhelm I. wurde der Magdeburger Dom mehrfach renoviert und restauriert. Das Reiterdenkmal wurde ebenfalls renoviert und erhielt eine neugotische Einfassung aus Sandstein. Im Jahre 1858 wurde von der Magdeburger Bürgerschaft dem Kronprinzen und späteren Kaiser Friedrich III. und seiner frisch vermählten Gattin Victoria, Tochter der britischen Königin Victoria, bei ihrem Besuch ein Tafelaufsatz überreicht, der die Inschrift „Euch sei zu Euren und des Landes Heil Edithas Glück und Ottos Ruhm zu theil“ trug. Mit diesem Geschenk sollte an die erste Ehe des ostfränkischen Herrschers aus sächsischem Hause mit der angelsächsischen Prinzessin Edgith erinnert werden.
Im wilhelminischen Kaiserreich bildete das 1906 eingeweihte Kaiser-Friedrich-Museum der Stadt Magdeburg den Höhepunkt der Rezeption Kaiser Ottos in Magdeburg. Ein Kernstück des Museums ist der „Magdeburger Saal“, in dem ausgewählte Höhepunkte der Stadtgeschichte thematisiert werden. Ein 120 Quadratmeter großes Wandbild des Historienmalers Arthur Kampf zeigt drei mit der Stadt verbundene Szenen aus dem Leben Ottos: Das linke Bild mit der Unterschrift „Otto I. und Editha betreiben die Befestigung von Magdeburg“ zeigt neben dessen erster Frau Edgith Otto, der sich auf einer Baustelle von einem Baumeister einen Plan erläutern lässt. Das mittlere Bild mit dem Titel „Otto I. zieht als Sieger ueber die Slaven und Wenden in Magdeburg ein“ gibt einen triumphalen Einzug des Kaisers im mittleren Lebensalter wieder. Das dritte Bild mit dem Titel „Otto I. und Adelheid nehmen Abschied vom Grabe Edithas“ zeigt den Herrscher kurz vor seinem eigenen Tod mit seiner zweiten Frau Adelheid.
Während im Nationalsozialismus insbesondere die Begräbnisorte einiger mittelalterlicher Herrscher, wie die salische Kaisergrablege im Dom zu Speyer oder die Stiftskirche in Quedlinburg mit dem Grab König Heinrichs I. im Sinne der nationalsozialistischen Ideologie baulich verändert wurden bzw. verändert werden sollten, blieben Eingriffe in größerem Ausmaß in den Magdeburger Dom aus. Die Skulpturen des Magdeburger Reiter-Denkmals wurden im Laufe des Zweiten Weltkrieges zum Schutz vor Bombardierungen in den Elbebunker in Sicherheit gebracht. Im Jahr 1961 wurde die Skulpturengruppe des Magdeburger Reiters im Foyer des wieder aufgebauten Kulturhistorischen Museums aufgestellt. Eine künstlerische von Heinrich Apel angefertigte Nachbildung wurde vergoldet.
Zu Beginn des 21. Jahrhunderts rückten drei Magdeburger Ausstellungen Otto in den Blickpunkt eines historisch interessierten Publikums und intensivierten zugleich die Forschung. 2001 wurde Ottos Herrschaft und das 10. Jahrhundert auf der Magdeburger Ausstellung Otto der Große, Magdeburg und Europa in europäische und regionale Bezüge gerückt. Zweihundert Jahre nach dem Ende des Alten Reiches wurde 2006 in Magdeburg eine Ausstellung von Otto dem Großen bis zum Ausgang des Mittelalters gezeigt. Zum 1100. Geburtstag Ottos und der 1050. Wiederkehr seiner Kaiserkrönung 962 veranstaltete das Kulturhistorische Museum Magdeburg 2012 eine Ausstellung über das Kaisertum des ersten Jahrtausends. Im Fokus stand die Entstehungsgeschichte des Kaisertums von Augustus bis zur Wiederbegründung des weströmischen Kaisertums 962 auf karolingischen Fundamenten durch Otto den Großen. Von 2006 bis 2010 wurden Grabungen in und um den Magdeburger Dom durchgeführt, deren Höhepunkt die Auffindung der Gebeine von Ottos erster Gemahlin Edgith im Jahre 2008 war. Seit 2018 ehren die Stadt Magdeburg und das Land Sachsen-Anhalt Otto mit einem eigenen Museum, dem Dommuseum Ottonianum Magdeburg. Die 1050. Wiederkehr von Ottos Todestag im Jahre 2023 bildet den Anlass für zahlreiche Ausstellungen und Gedenkveranstaltungen in Magdeburg, Merseburg, Memleben, Quedlinburg und Walbeck sowie für die Widmung der Magdeburger Kaiser-Otto-Brücke. 2025 erfolgte eine Konservierung des Grabmals von Otto, bei der die 300 kg schwere Deckplatte des Sarkophags abgenommen wurde. In einem schlichten Holzsarg, der massiv beschädigt war, fanden sich neben Gebeinen auch textile und pflanzliche Reste sowie Sediment. Die menschlichen Überreste deuten auf ein männliches, älteres Individuum mit einer für das Mittelalter überdurchschnittlichen Körperhöhe. Sie sollen zu Krankheiten, Lebensweise und äußerer Erscheinung untersucht werden.

### Urkunden und Regestenwerke
- Theodor Sickel (Hrsg.): Diplomata 12: Die Urkunden Konrad I., Heinrich I. und Otto I. (Conradi I., Heinrici I. et Ottonis I. Diplomata). Hannover 1879 (Monumenta Germaniae Historica, Digitalisat)
- Johann Friedrich Böhmer, Emil von Ottenthal, Hans Heinrich Kaminsky: Regesta Imperii II, 1. Die Regesten des Kaiserreiches unter Heinrich I. und Otto I., Hildesheim 1967.
- Regesta Imperii

### Literarische Quellen
- Hrotsvitha von Gandersheim: Gedicht über Gandersheims Gründung und die Taten Kaiser Oddo I. (= Geschichtschreiber der deutschen Vorzeit. Bd. 32). Übersetzt von Theodor Pfund, neu bearbeitet von Wilhelm Wattenbach, Leipzig 1941.
- Liudprand von Cremona: Werke. In: Quellen zur Geschichte der sächsischen Kaiserzeit (= Freiherr vom Stein-Gedächtnisausgabe. Bd. 8). Übersetzt von Albert Bauer, Reinhold Rau. 5. gegenüber der 4. um einen Nachtrag erweiterte Auflage. Wissenschaftliche Buchgesellschaft, Darmstadt 2002, S. 233–589.
- Thietmar von Merseburg, Chronik. Neu übertragen und erläutert von Werner Trillmich. Mit einem Nachtrag von Steffen Patzold. (= Freiherr vom Stein-Gedächtnisausgabe. Bd. 9). 9., bibliographisch aktualisierte Auflage. Wissenschaftliche Buchgesellschaft, Darmstadt 2011, ISBN 978-3-534-24669-4.
- Widukind von Corvey: Die Sachsengeschichte des Widukind von Corvey. In: Quellen zur Geschichte der sächsischen Kaiserzeit (= Ausgewählte Quellen zur deutschen Geschichte des Mittelalters. Freiherr vom Stein-Gedächtnisausgabe. Bd. 8). Übersetzt von Albert Bauer, Reinhold Rau. 5. gegenüber der 4. um einen Nachtrag erweiterte Auflage. Wissenschaftliche Buchgesellschaft, Darmstadt 2002, ISBN 3-534-01416-2, S. 1–183.

### Biographien
- Gerd Althoff: Otto I., der Große. In: Neue Deutsche Biographie (NDB). Band 19, Duncker & Humblot, Berlin 1999, ISBN 3-428-00200-8, S. 656–660 (Digitalisat).
- Matthias Becher: Otto der Große. Kaiser und Reich. Eine Biographie. Beck, München 2012, ISBN 978-3-406-63061-3. (Rezension)
- Rudolf Köpke/Ernst Dümmler: Kaiser Otto der Große. Darmstadt 1962, Nachdruck der 1. Auflage, Leipzig 1876.
- Johannes Laudage: Otto der Große: (912–973). Eine Biographie. Pustet, Regensburg 2001, ISBN 3-7917-1750-2. (Rezension)
- Dietmar Salewsky: Otto I. Leben und Wirken eines Herrschers im Spiegel der Quellen. WBG, Darmstadt 2020, ISBN 978-3-534-40330-1.
- Bernd Schneidmüller: Otto I. In: Bernd Schneidmüller, Stefan Weinfurter (Hrsg.): Die deutschen Herrscher des Mittelalters. Historische Porträts von Heinrich I. bis Maximilian I. (919–1519). Beck, München 2003, ISBN 3-406-50958-4, S. 35–61.
- Stephan Freund, Matthias Puhle: Otto der Große 912–973. Kaiser der Römer, König der Völker. Schnell & Steiner, Regensburg 2023, ISBN 978-3-7954-3823-4.

### Allgemeine Darstellungen
- Gerd Althoff: Die Ottonen. Königsherrschaft ohne Staat. 3., durchgesehene Auflage, Kohlhammer, Stuttgart 2013, ISBN 978-3-17-022443-8.
- Helmut Beumann: Die Ottonen. 5. Auflage. Kohlhammer, Stuttgart u. a. 2000, ISBN 3-17-016473-2.
- Stephan Freund, Gabriele Köster, Matthias Puhle (Hrsg.): Des Kaisers letzte Reise. Höhepunkt und Ende der Herrschaft Ottos des Großen 973 und sein (Weiter-)Leben vom Mittelalter bis zur Gegenwart (= Schriftenreihe des Zentrums für Mittelalterausstellungen Magdeburg. Band 8). Mitteldeutscher Verlag, Halle (Saale) 2023, ISBN 978-3-96311-780-0.
- Joachim Henning (Hrsg.): Europa im 10. Jahrhundert. Archäologie einer Aufbruchszeit: Internationale Tagung in Vorbereitung der Ausstellung „Otto der Große, Magdeburg und Europa“. Von Zabern, Mainz am Rhein 2002, ISBN 3-8053-2872-9.
- Hagen Keller: Die Ottonen. 6., aktualisierte Auflage. Beck, München 2021, ISBN 978-3-406-77413-3.
- Gerd Althoff, Hagen Keller: Die Zeit der späten Karolinger und der Ottonen. Krisen und Konsolidierungen 888–1024 (= Gebhardt. Handbuch der deutschen Geschichte. Bd. 3). 10., völlig neu bearbeitete Auflage. Klett-Cotta, Stuttgart 2008, ISBN 978-3-608-60003-2.
- Gerd Althoff, Hagen Keller: Heinrich I. und Otto der Große. Neubeginn und karolingisches Erbe (= Persönlichkeit und Geschichte. Biographische Reihe. Bd. 122/123). 3. verbesserte Auflage, Muster-Schmidt, Göttingen u. a. 2006, ISBN 3-7881-0122-9.
- Ludger Körntgen: Ottonen und Salier. 3. durchgesehene und bibliographisch aktualisierte Auflage, Wissenschaftliche Buchgesellschaft. Darmstadt 2010, ISBN 978-3-534-23776-0.
- Matthias Puhle (Hrsg.): Otto der Große, Magdeburg und Europa. Katalog zur 27. Ausstellung des Europarates, Landesausstellung Sachsen-Anhalt, Kulturhistorisches Museum Magdeburg, 27. August–2. Dezember 2001. Katalog-Handbuch in zwei Bänden. Von Zabern, Mainz am Rhein 2001, ISBN 3-8053-2616-5. (Rezension)
- Matthias Puhle, Gabriele Köster (Hrsg.): Otto der Große und das Römische Reich. Kaisertum von der Antike bis zum Mittelalter. Schnell & Steiner, Regensburg 2012 (= Katalog zur Landesausstellung Sachsen-Anhalt 2012, Kulturhistorisches Museum Magdeburg, 27. August – 9. Dezember 2012).
- Timothy Reuter (Hrsg.): The New Cambridge Medieval History 3. c. 900–1024. Cambridge University Press, Cambridge 1999, ISBN 0-521-36447-7.
- Bernd Schneidmüller, Stefan Weinfurter, Hartmut Leppin (Hrsg.): Kaisertum im ersten Jahrtausend. Wissenschaftlicher Begleitband zur Landesausstellung „Otto der Große und das Römische Reich. Kaisertum von der Antike zum Mittelalter“. Schnell & Steiner, Regensburg 2012, ISBN 978-3-7954-2509-8.
- Bernd Schneidmüller, Stefan Weinfurter (Hrsg.): Ottonische Neuanfänge (= Symposion zur Ausstellung „Otto der Große, Magdeburg und Europa“). Von Zabern, Mainz am Rhein 2001, ISBN 3-8053-2701-3.
- Hans K. Schulze: Hegemoniales Kaisertum. Ottonen und Salier (= Das Reich und die Deutschen. Bd. 3). Siedler, Berlin 1991, ISBN 3-88680-307-4.
- Harald Zimmermann (Hrsg.): Otto der Große (= Wege der Forschung. Bd. 450). Wissenschaftliche Buchgesellschaft, Darmstadt 1976, ISBN 3-534-06749-5.